# Архитектура Москвы

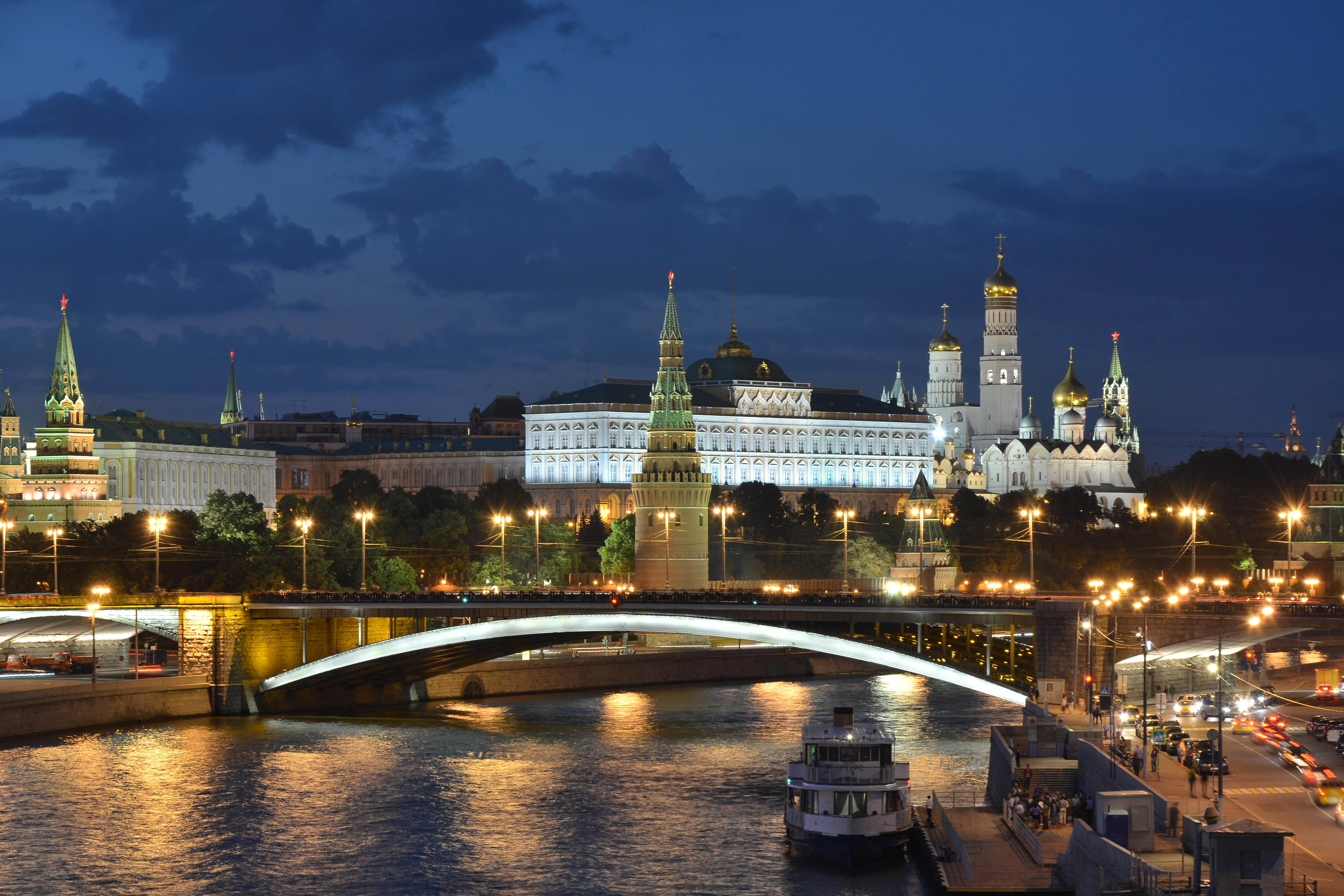
Вид на Московский Кремль

В столице Российской Федерации Москве сохранился целый ряд ценных памятников архитектуры, некоторые из которых входят в список Всемирного наследия ЮНЕСКО. Среди наиболее выдающихся объектов — ансамбль Московского Кремля и Красная площадь, церковь Вознесения в Коломенском, архитектурные комплексы монастырей Москвы (Андроникова, Донского, Новодевичьего и др.), ансамбли ряда усадеб (Кусково, Останкино, Царицыно, Кузьминки и др.), дом Пашкова, Большой театр и др.

## Основные этапы застройки города

### Предпосылки строительства

#### Топографические условия
Территория Москвы изначально представляла собой слегка холмистую местность, покрытую густыми лесами. Заливные болотистые луга располагались в основном на правом берегу Москвы-реки, в Замоскворечье.
Согласно преданию, город расположен на семи холмах. Однако первое историческое поселение (детинец Кремля) было основано на одном — Боровицком холме.
Основная часть города разместилась на высотах 120—150 м над уровнем моря с повышением до 255 м на юг, к Теплостанской возвышенности, и до 180 м на северо-запад, в сторону Клинско-Дмитровской гряды. Территорию города перерезают долины рек Москва, Яуза, Сетунь и др., берега которых в некоторых местах склонны к оползням.

#### Геологические условия

«Геологическая карта окрестностей Москвы», составленная С. Никитиным в 1897 году

Породы, слагающие основную толщу московских грунтов, типичны для Среднерусской равнины, бывшей миллионы лет назад дном мирового океана.
На глубине примерно 1500—2000 м залегает кровля (Московская синеклиза) древнего кристаллического фундамента Восточно-Европейской платформы, сложенного магматическими и метаморфическими гнейсами, гранитами, амфиболитами, кварцитами возрастом свыше 2 млрд лет.
Южная половина Москвы приходится на Московский авлакоген (впадину) глубиной несколько сот метров, поэтому по центру города и по южной его границе проходят глубинные разломы фундамента, не заметные с дневной поверхности.
Фундамент до глубины примерно 1000 м покрывает толща протерозойских морских песчаников, глинистых сланцев и окаменевших глин возрастом около 1 млрд лет. Дно кембрийского моря составляют глины возрастом свыше 500 млн лет. На глубине около 350 м залегает девонский слой известняков и доломитов мощностью 600—800 м.
Известняки, доломиты, мергели, глины каменноугольных отложений возрастом 290—350 млн лет в некоторых местах Подмосковья и в пойме реки Москвы выходят на поверхность. Эти известняки и являются белым камнем, из которого построены многие здания и сооружения древней Москвы.
После отступления древнего моря верхние слои отложений подверглись выветриванию. Море вернулось на территорию Москвы примерно 165 млн лет назад и покрывало её в течение 85 млн лет. Отложения юрского и мелового периодов представлен чёрными и темно-серыми глинами, морскими и прибрежными песками с линзами песчаников.
В четвертичный период большое влияние на геологическое строение имели ледниковые эпохи и процессы водотока в межледниковые эпохи. Отложения этого периода мощностью до 40 м представлены моренными глинами, суглинками, песками, галечниками с включениями валунов, а также песчаными аллювиальными отложениями. Кроме того, естественные породы часто покрыты культурным слоем и техногенными отложениями толщиной в несколько метров.
В целом геологическая структура Москвы и ближнего Подмосковья благоприятна для строительства. Недра практически не содержат руд, но позволяют добывать сырьё для производства строительных материалов. С осторожностью следует относиться к строительству зданий в местах возможного проявления карста, подземных водотоков, тектонических разломов, оползней, техногенных отложений.

#### Гидрологические условия
Население издревле пользовалось питьевой водой из многочисленных родников, позже из колодцев, питающихся поверхностными водами (верховодкой).
Нынешняя территория города включает значительное количество поверхностных водоёмов, наиболее известные из которых реки Москва, Яуза, Сетунь, Сходня и др. От некоторых рек в центре города остались одни названия, например, Неглинная улица, Кузнецкий Мост, Самотёчная улица и Трубная площадь (от реки Неглинной, взятой в трубу).
Другие водоёмы, напротив, были в разное время созданы искусственно, например, Водоотводный канал, Канал имени Москвы, акватория Южного речного порта.
Перемежающиеся слои водоносных (песчаных) и водоупорных (глинистых) горизонтов создают на разной глубине значительные запасы подземных пресных вод, которые используются для водоснабжения многих населённых пунктов Подмосковья.
Наиболее известны Подольско-Мячковский горизонт (пресная вода с повышенным содержанием железа), залегающий в известняках на отметках 70-110 м под всей территорией Московы, а также Надъюрский горизонт (в песках, с кровлей на отметках 120—200 м). Из девонских и каменноугольных отложений добывается слабо минерализованная «Московская минеральная вода», ниже встречаются только рассолы.
В древности город был круглогодично обеспечен питьевой водой. Современный мегаполис в основном снабжается водой из поверхностных источников, обрабабываемой на станциях водоподготовки.

#### Экологические условия
Москва находится в зоне смешанных лесов, вблизи южной границы европейской тайги.
Значительную часть лесов в древности составляли хвойные боры и дубовые рощи, в которых произрастал великолепный строевой и корабельный лес («раменье»).
Они остались большей частью в московских топонимах: Боровицкий холм, Раменки, Раменское, Боровское шоссе, Серебряный Бор.
В лесах водились пушные звери, дичь, пчёлы, росли ягоды и грибы, в реках водились бобры, ценная рыба.
Природа древней Москвы была благоприятна как для охоты и собирательства, так позже и для земледелия.

#### Геополитические предпосылки
На территории Москвы и Подмосковья известны древнейшие неолитические стоянки, а также стоянки фатьяновской культуры, относящиеся ко II тысячелетию до нашей эры (бронзовому веку) — предположительно праславян.
К середине I тысячелетия до нашей эры она сменяется дьяковской культурой железного века, оставившей ряд городищ на территории Москвы, в том числе на Боровицком холме. Городища устраивались на берегах рек, укреплялись частоколами и рвами. Жилищами были полуземлянки, а также бревенчатые срубы и столбчатые каркасные дома.
Этнически население местности относилось к финно-угорской языковой группе, предположительно к исчезнувшему племени меря.
Затем это место становится ареной продвижения на восток двух больших групп славянских племён: вятичей с юго-запада и кривичей с северо-запада. Мы едва ли узнаем подробности отношений язычников-славян с такими же язычниками-меря.
Однако замечено, что наиболее значительные топонимы сохранили в основном дославянское звучание (Москва, Яуза, Руза, Истра, Пахра и др.), менее значимые имеют явные славянские корни.
Как отмечает М. Н. Тихомиров, это объясняется устным общением славянского и финно-угорского населения в течение некоторого времени.
Земли за Окой (земли вятичей и кривичей) были в первые века существования Древнерусского государства далёкой северо-восточной окраиной («Залесьем»). Вероятно, этим объясняется отсутствие в летописях подробных сведений о городах вятичей до XII века. Тем не менее археологические данные говорят о существовании поселений на территории Москвы в конце I тысячелетия нашей эры.
По мнению И. Е. Забелина, река Сходня (ранее Всходня) служила для перевалки судов на Клязьму и соединяла реку Москву с Волгой.
Москва, находясь вблизи путей «из варяг в греки», а также на Волгу, в арабские страны Востока, имела все шансы стать региональным торговым центром. Высокая плотность гидрологической сети обеспечивала зимой хорошее передвижение по замёрзшим рекам.

### Древняя Москва

#### Основание Москвы
В тексте «Пантеона российских государей», составленного в 1805—1810 годах, указано, что Москва (в устье Неглинной) основана в 880 году «вещим» князем Олегом. Эти сведения считаются вымыслом.
Некоторые археологические находки на территории современной Москвы действительно датируются IX—XI веками, например, в районе Зарядья.
По мнению А. В. Арциховского, на месте Москвы жили вятичи (центром вятичей были рязанские земли), владел селом Кучково и ещё несколькими сёлами полулегендарный боярин Стефан Иванович Кучка.
Во всяком случае, местность от Лубянки до Сретенских ворот до XV века носила название «Кучково поле». Среди владений С. Кучки называют Воробьёво, Симоново, Высоцкое, Кулишки, Кудрино и Сущёво.
Согласно летописному преданию[какому?], суздальский князь Юрий Долгорукий (суздальцы, тверяне и смоляне были потомками кривичей) отобрал сёла у Кучки и основал город, назвав его по имени реки. Возможно[неопределённость] также, что долгоруковская Москва и кучковские сёла какое-то время сосуществовали рядом. Почти одновременно князь Юрий закладывает города Дмитров, Юрьев-Польский, Переславль-Залесский, крепость в устье Клязьмы. Таким образом он укрепляет юго-западные границы суздальского княжества.
Официально годом основания Москвы считается 1147 год по первому летописному свидетельству в Киевской, Ипатьевской и Тверской летописях, согласно которым Юрий принимал Святослава в Москве в 6655 году (то есть в 1147 по современному летоисчислению).

#### Ранняя застройка Кремля
По исследованиям М. Г. Рабиновича, Н. Н. Воронина, Н. С. Шеляпиной, В. И. Федорова и др., Боровицкий холм был заселён славянами уже в XI веке. Найдены деревянные мостовые, датированные 1080—1090 гг.
На мысу Боровицкого холма в XII веке располагалось городище вятичей размером примерно 130×80 м. Предположительно там была построена первая деревянная церковь Рождества Иоанна Предтечи. Одновременно в районе нынешней Соборной площади, на территории более древнего дьяковского поселения, располагалось городище размером 200×150 м, включавшее деревянную церковь и княжеское кладбище. Согласно летописи, в 1156 г. возведены деревянные стены Кремля, охватывающие оба городища.
В то же время, по данным Т. Д. Пановой, на территории Боровицкого холма отложений жилого слоя ранее середины XII века не обнаружено.
Во всяком случае, Московский Кремль был заложен в середине XI века на высоком мысу, образованном при впадении Неглинной в Москву-реку. Такое расположение характерно для населённых мест, заложенных в то неспокойное время. Отсюда же и знаменитая треугольная форма московского Кремля.
Древние укрепления состояли из рва, песчаного вала и деревянной внутривальной конструкции. Крепостная стена усиливалась крюковыми жердями, предохранявшими брёвна от сползания по крутому склону. Укрепления неоднократно подновлялись.
В 1157 году умер князь ростово-суздальский Юрий Долгорукий, и его сын Андрей перенёс княжеский стол из Суздаля во Владимир. Москва остается периферийной крепостью на юго-западной окраине княжества, однако значение её постепенно возрастает вследствие расположения на пути в Рязань, Смоленск, Чернигов. В 1177 году в ходе междоусобной борьбы князь Глеб сжигает деревянную Москву, но крепость быстро восстанавливается. К XIII веку была освоена вся верхняя терраса Боровицкого холма. Территория Кремля простиралась на восток до современной Ивановской площади.

#### Москва под монголо-татарским игом
Междоусобица на Руси продолжалась. После смерти князя владимирского Всеволода в 1212 году Москва осталась в составе Суздальского княжества, возглавляемого Юрием Всеволодовичем. В 1213 году Москву захватывает его брат Владимир, затем княжит опять Юрий. Известие о подходе монголов не остановило этой борьбы.
В 1238 году Москва в течение пяти дней оказывала упорное сопротивление войску Батыя, однако силы были неравны: 20 января Москва была захвачена, сожжены все дома, церкви, монастыри и сёла. Каменное строительство на Руси прекратилось, Москва с трудом восстанавливалась. Однако в других городах положение было ещё хуже, разорены Киев, Владимир, Суздаль и другие города, они подвергаются новым и новым набегам. Погибла половина населения Руси. Москва, находясь в относительном тылу, тоже подвергалась повторным нашествиям: в 1293, 1382 годах. В 1408, 1439, 1451 годах монгольские набеги разоряют подмосковные сёла. Захвату самого города мешают возникшие к тому времени стены.
В 1247 году Московский удел получил по наследству Михаил Хоробрит. По преданию, он построил в Москве деревянную церковь Михаила Архангела примерно на месте нынешнего Архангельского собора.
В 1272 году московский удел получает сын Александра Невского Даниил. В удел входили такие города, как Перемышль, Радонеж, в начале XIV века — Коломна и Переславль-Залесский. В XIII веке в Москву и её окрестности стекались беженцы с южных границ Руси, благодаря чему разросся Великий посад и Подол (низменная часть левого берега Москвы-реки). В 1293 году Москва была разграблена и сожжена ханом Туданом в ходе междоусобной войны русских князей.
К концу XIII века Московское княжество на равных соперничает с Тверским и Рязанским за главенствующую роль в Северо-Восточной Руси. В 1318 году сын Даниила князь Юрий Данилович получает ярлык на великое княжение. Ему наследует брат Иван, при котором в 1325 году митрополит Пётр переносит кафедру в Москву.
В 1326 году по желанию митрополита Петра на месте более древней деревянной церкви был основан белокаменный собор Успенья Пресвятой Богородицы. На его месте ныне находится Успенский собор Московского Кремля. В 1329 году на месте будущей Колокольни Ивана Великого возводится церковь преподобного Иоанна Лествичника. В 1330 году Иван Калита основывает на территории Кремля великокняжеский Спасский монастырь, переведя в него братию Данилова монастыря, основанного его отцом Даниилом Александрович ием перестраивает в камне церковь Спаса Преображения на Бору, также построенную его отцом.
10 (18) мая 1330 год новую постройку освятил митрополит Феогност.
Монастырский комплекс был оригинально интегрирован в существующую застройку: часть зданий княжеских покоев и служебных помещений по периметру двора была выделена под монашеские кельи и игуменские покои.
В 1333 году вместо деревянной церкви строится храм Михаила Архангела, ставший великокняжеским некрополем. Таким образом, при Иване Калите закладывается архитектурный центр Кремля, ставший основой существующего кремлёвского ансамбля.
В 1339-1340 годах, в последние годы правления Ивана Калиты, возводятся дубовые стены Кремля, представлявшие собой двухъярусное капитальное сооружение. Возможно, в предыдущие 100 лет стен Кремля не существовало вообще. Новые стены прослужили недолго и сгорели в 1365 году, во время Всехсвятского пожара в годы правления Дмитрия Донского. В этом же году на месте ханского двора (в южной части нынешнего административного корпуса Кремля) заложен Чудов монастырь. В 1365—1367 годах были возведены белокаменные стены Московского Кремля. Они спускались к берегу Москвы-реки, захватывая Подол. Уже в 1368 году стены помогли отразить осаду литовского войска.
Застраивался не только Кремль: в 1340 году заложен Богоявленский собор Богоявленского монастыря — первое каменное здание вне Кремля, на Посаде. В 1357 году, в годы правления Ивана II, митрополит Алексий заложил Андроников монастырь на берегу Яузы. Неподалёку расположился Крутицкий монастырь, известный с XIII века. Митрополитом Алексием в 1360-е годы основан Алексеевский монастырь в Хамовниках).

## История

### Деревянное зодчество XII—XIV веков
Городища Дьяковской культуры на территории Москвы датируются с IV века до н. э., одно из них — на Боровицком холме. Ранних деревянных построек на территории Москвы, конечно, не сохранилось — их уничтожили многочисленные пожары.
По свидетельствам современников древних славян, наиболее раннее зимнее жилище представляло собой землянку с очагом, закрытую конической деревянной крышей.
С увеличением хозяйственного значения построек возникают полностью деревянные клети и избы, основу которых составлял сруб из брёвен. Брёвна соединялись «в обло», позже «в зуб» и «в лапу».
Пол изначально был земляной. Прообразом первого фундамента были, очевидно, пни, на которые устанавливался сруб. Название такой конструкции встречается, например, в названии не сохранившейся деревянной, а затем каменной церкви Николы на Курьих ножках на Большой Молчановке.
Деревянные христианские церкви также имели в основе конструкции клети (четверики, шестерики, восьмерики в зависимости от конфигурации в плане), часто соединённые друг с другом. Кроме того, одной из основных конструкций был шатровый столп.
Древнейшая деревянная церковь на территории Московского Кремля находилась на Боровицком холме, примерно в 50 м к западу от нынешних Боровицких ворот. Архитектурные традиции деревянных зданий впоследствии оказали большое влияние на каменное зодчество.
Одно из первых известных по летописям храмовых зданий на территории Москвы — храм Даниила Столпника в Даниловом монастыре, построенный в 1282 году при князе Данииле, сыне Александра Невского. По некоторым данным, храм имел каменный подвал.
В Древней Руси дерево использовалось также в качестве основного строительного материала при сооружении оборонительных сооружений (острогов), мостов и др.
Длина первых деревянных укреплений Кремля (детинца), созданных в 1156 году при Андрее Боголюбском и имевших треугольную в плане форму, оценивается, по разным данным, в 510—850 м. Она неоднократно восстанавливалась после пожаров (1177, 1238, 1305, 1337 годы).
В 1339—1340 годах при Иване Даниловиче Калите была построена дубовая крепость со рвом, имевшая периметр около 1670 м. Стены возводились вне периметра детинца. Использовались дубовые брёвна диаметром до метра. И эта крепость неоднократно горела: в 1343, 1354, 1365 годах.

### Каменное зодчество XIV—XV веков

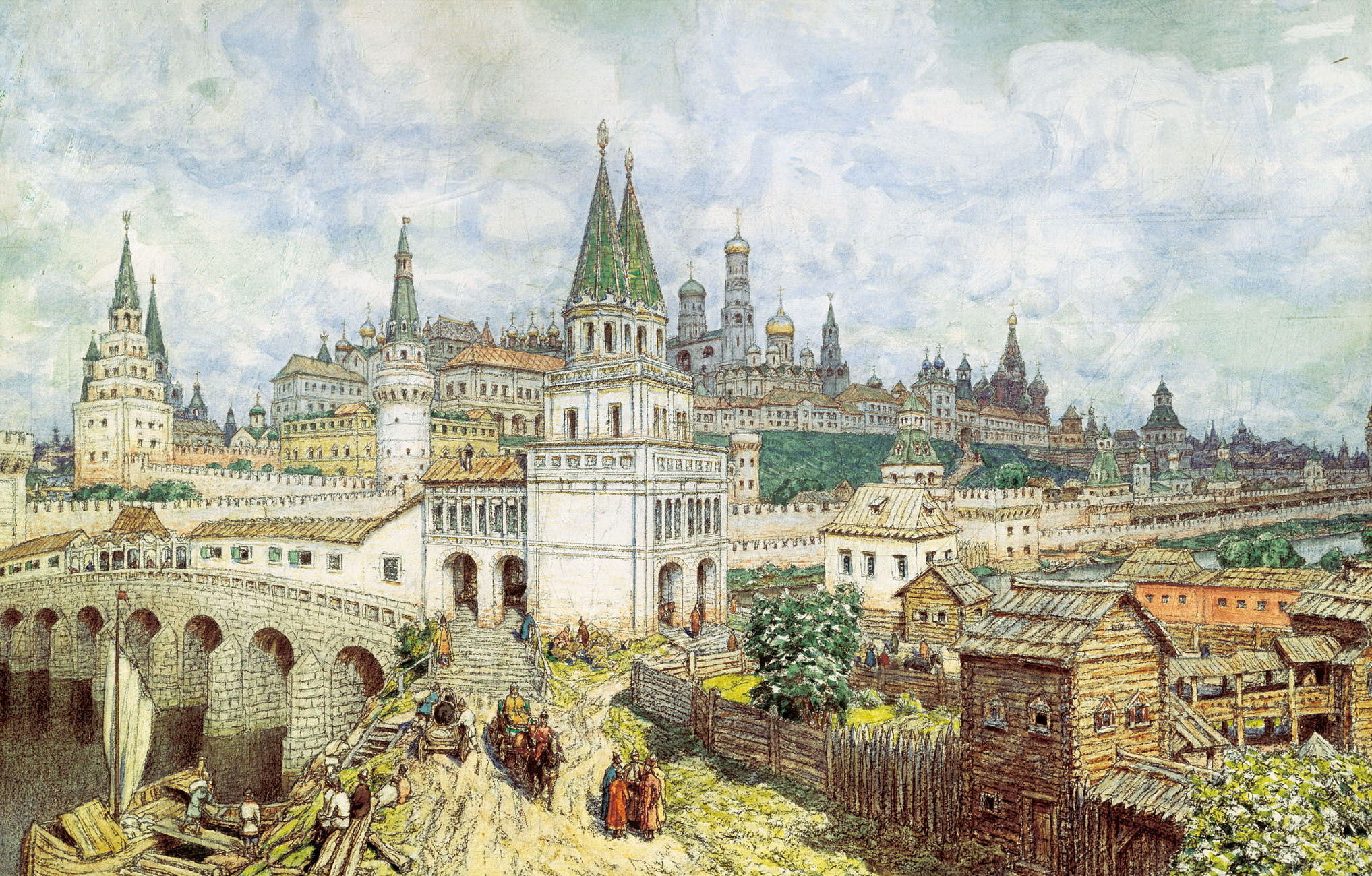
Расцвет Кремля. Всехсвятский мост и Кремль в конце XVII века. Рис. А. Васнецова

Первые каменные храмы и терема появляются в Киеве и в Новгороде в X — XI веках, в Ростове и Суздале — в XII веке. Этому способствовал приезд каменотёсов из малолесистой Византии. Известняк добывали в Мячково, и, возможно, в Дорогомилово.
На территории Кремля первым каменным зданием являлся Успенский собор, заложенный в 1326 году, при Иване Калите. Строители (вероятно, из Суздаля) возводили здания из белого камня (известняка). В 1329 году закладывается церковь Ивана Лиственичника, в 1330 — храм Спаса на княжеском дворе, в 1333 году на месте деревянной возводится церковь архангела Михаила.
Эти постройки не сохранились. Аналогом пространственного решения тогдашних храмов может, вероятно, служить Звенигородский Успенский собор (XIV век), продолжавший традиции Владимиро-Суздальской архитектуры.
Это одноглавный храм строгих пропорций, квадратный в плане, с тремя апсидами. Фасад расчленён архитравом по горизонтали и опорными столбами по вертикали.
В 1367 году при Дмитрии Донском строятся первые белокаменные стены Кремля. Его периметр (около 2000 м) близок к нынешнему, составляющему 2235 м при площади в 26,5 га. Первоначально Кремль имел 8 или 9 башен. Каменная кладка была выполнена за один сезон. Количество рабочих оценивается примерно в 2000 человек. Верхняя часть стен и башен, а также кровля были деревянными.
В 1475—1479 годах сооружается Успенский собор Кремля, сохранившийся до наших дней. Его строительство связано с именем Аристотеля Фиораванти, который отказался от непрочного известняка и создал в Калитникове завод по производству глиняного обожжёного кирпича.
В 1485—1495 годах при Иване III стены Кремля были перестроены и приобрели вид, близкий к современному. При этом известняк также был заменен кирпичной кладкой. В некоторых местах (в частности, вдоль набережной) до сих пор остался белокаменный фундамент Кремля Дмитрия Донского.
Одновременно возводятся Благовещенский собор, Грановитая палата, в начале XVI века — Архангельский собор, составляющие уникальный ансамбль Московского Кремля.

### Архитектура XV—XVI веков

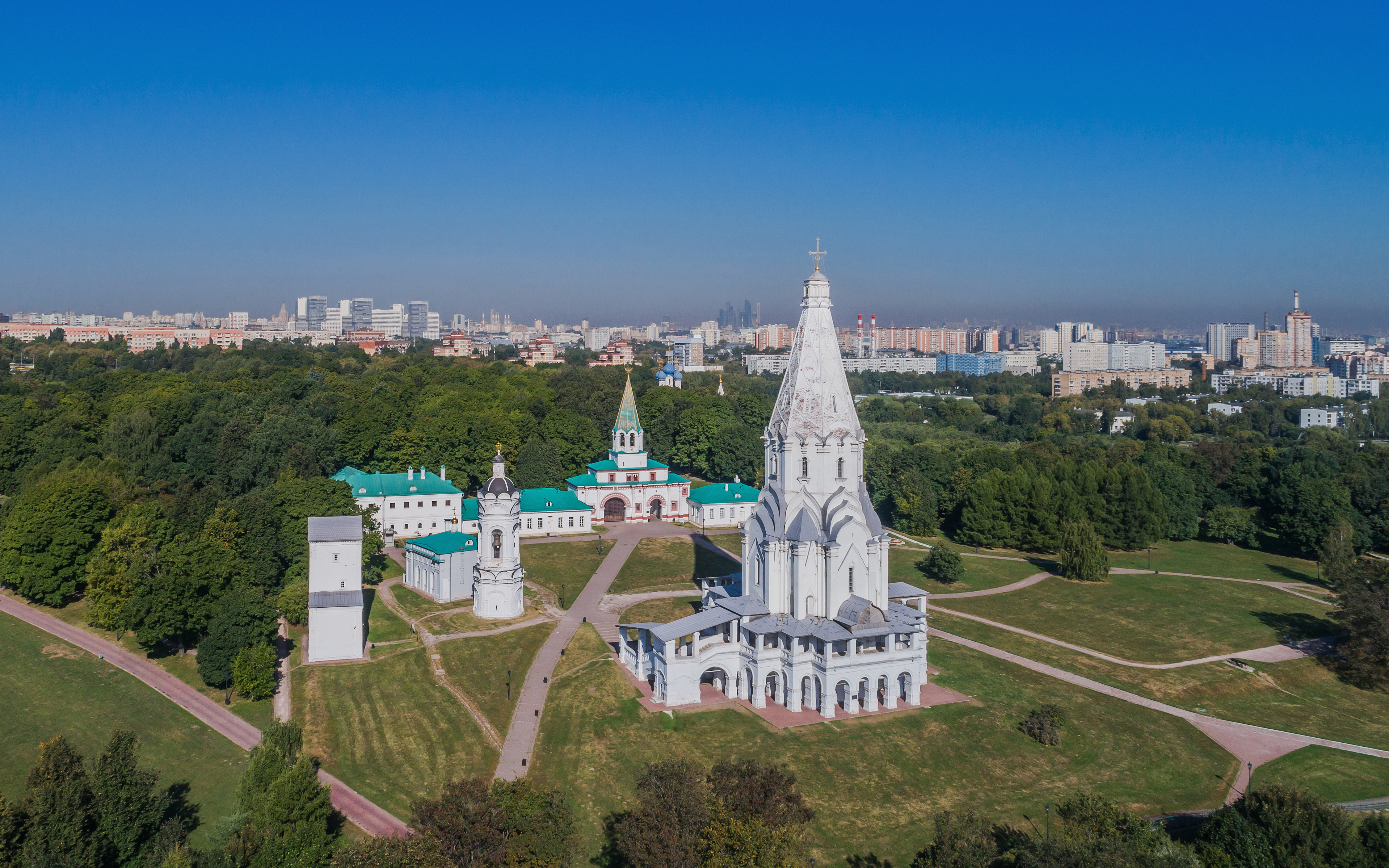
Церковь Вознесения в Коломенском

В архитектуре Москвы последней трети XV — первой половины XVI века заметны мотивы итальянского Возрождения. На Руси работали наёмные мастера из Милана, Венеции, Орвието и других городов Италии: Аристотель Фьораванти (Успенский собор в Кремле), Пьетро Антонио Солари (крепость и княжеский дворец, Грановитая палата), Алоизио да Карезано (кремлёвские укрепления и княжеский дворец), Алевиз Новый (Архангельский собор), Петрок Малый (церковь Вознесения в Коломенском, укрепления Китай-города). Итальянцы развили технологию строительного производства (изготовление кирпича, кладка камня, системы сводов, железные связи), обогатили художественные решения в зодчестве (фасадные композиции с использованием ордера, декоративная пластика из терракоты и белого камня, применение пальметт, гротесков, вазонов, растительных мотивов и пр.).
В архитектуре середины XVI века сочетаются заимствование итальянских мотивов и возвращение к раннемосковскому стилю (устройство повышенных подпружных арок, венчание церквей пирамидой из ярусов килевидных закомар и кокошников). К таким сооружениям относятся собор Рождественского монастыря, Церковь Антипия на Колымажном дворе, собор Новодевичьего монастыря.
Во второй половине XVI века на Красной площади в честь взятия Казани был сооружён собор Василия Блаженного. Памятник внесён в список всемирного наследия ЮНЕСКО в составе архитектурного ансамбля Красной площади.

### Архитектура XVII века
Для московского зодчества 1620—1680-х годов характерно узорочье (или «дивное узорочье») — архитектурный стиль с затейливыми формами, обилием декора, сложностью композиции и живописностью силуэта. Это обусловлено социальными изменениями: влияние церкви ослабло, на характер строительства в большей степени стали влиять заказчики из средних слоёв общества (служилое дворянство, купечество, посадские люди).
Первые сооружения нового стиля — Теремной и Потешный дворцы в Кремле. Архитектура Теремного дворца (1635—1636) оказала влияние на строительство жилья богатых горожан (палаты Аверкия Кириллова на Берсеневке), убранство построек высшего духовенства (Патриарший двор в Кремле, Крутицкое подворье), а также украшение фасадов храмов (Церковь Троицы в Никитниках).
Кирпич использовался в качестве основного строительного материала. Терракота, изразцы и резной белый камень применялись в отделке. Тёс и лемех, гончарная черепица с зелёной, жёлтой или коричневой глазурью, медные листы и лужёное железо служили материалом для кровли.
Узорочье в архитектуре XVII века повлияло на зодчество эпохи эклектики в качестве примера наиболее яркого выражения национальных традиций.
В последнюю четверть XVII — первое десятилетие XVIII века сформировалось так называемое «московское барокко» (или «нарышкинский стиль»). По заказу царских родственников, владельцев обширных земель в Москве и Подмосковье, в вотчинах стали строиться необычные праздничные сооружения, резко отличавшиеся от традиционных церквей. Планы центрических ярусных храмов были всегда симметричны; композиция основывалась на четырёх- и восьмигранных объёмах; большие окна создавали светлые интерьеры, праздничное убранство которых усиливалось золотом в резных иконостасах и княжескими ложами. Для московского барокко характерно двухцветное решение: ярко-красные кирпичные стены с белокаменным декором. Заказчики — представители семей Нарышкиных, Шереметевых, Прозоровских, Гагариных. Постройки — церкви Покрова в Филях, Спаса в Уборах, Троицы в Троицком-Лыкове, Воскресения в Кадашах, Николы «Большой Крест» на Ильинке, Успения на Покровке, иконы Божией Матери «Знамение» на Шереметевом дворе, домовая церковь Иоасафа царевича в царской усадьбе Измайлово, Новодевичий монастырь (надвратные Преображенский и Покровский храмы, колокольня, Лопухинский корпус, трапезная), Высоко-Петровский монастырь (кельи, трапезная с церковью прп. Сергия Радонежского), Симонов монастырь (трапезная, верхняя часть), палаты В. Голицына и И. Троекурова в Охотном Ряду, Красные палаты на Пречистенке, палаты Волковых (Юсуповых), старое здание Монетного двора (1697).

### Архитектура XVIII века

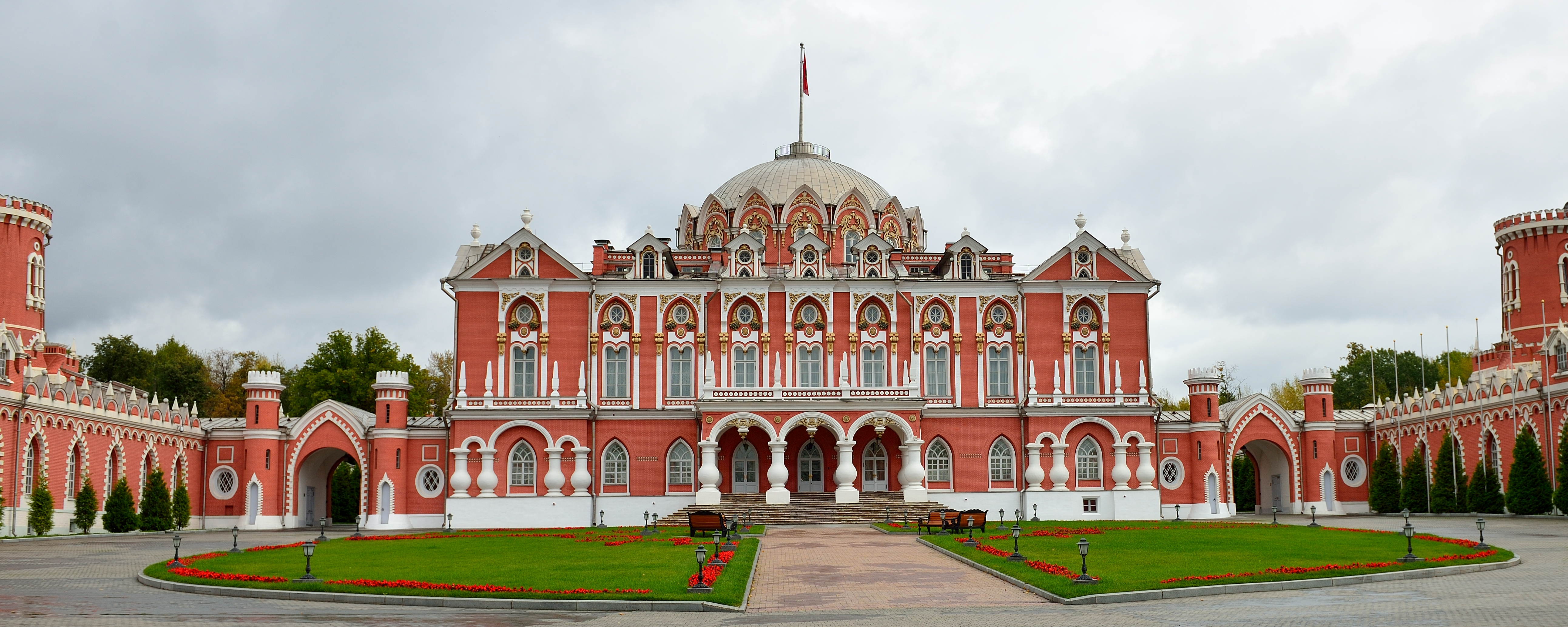
Петровский путевой дворец

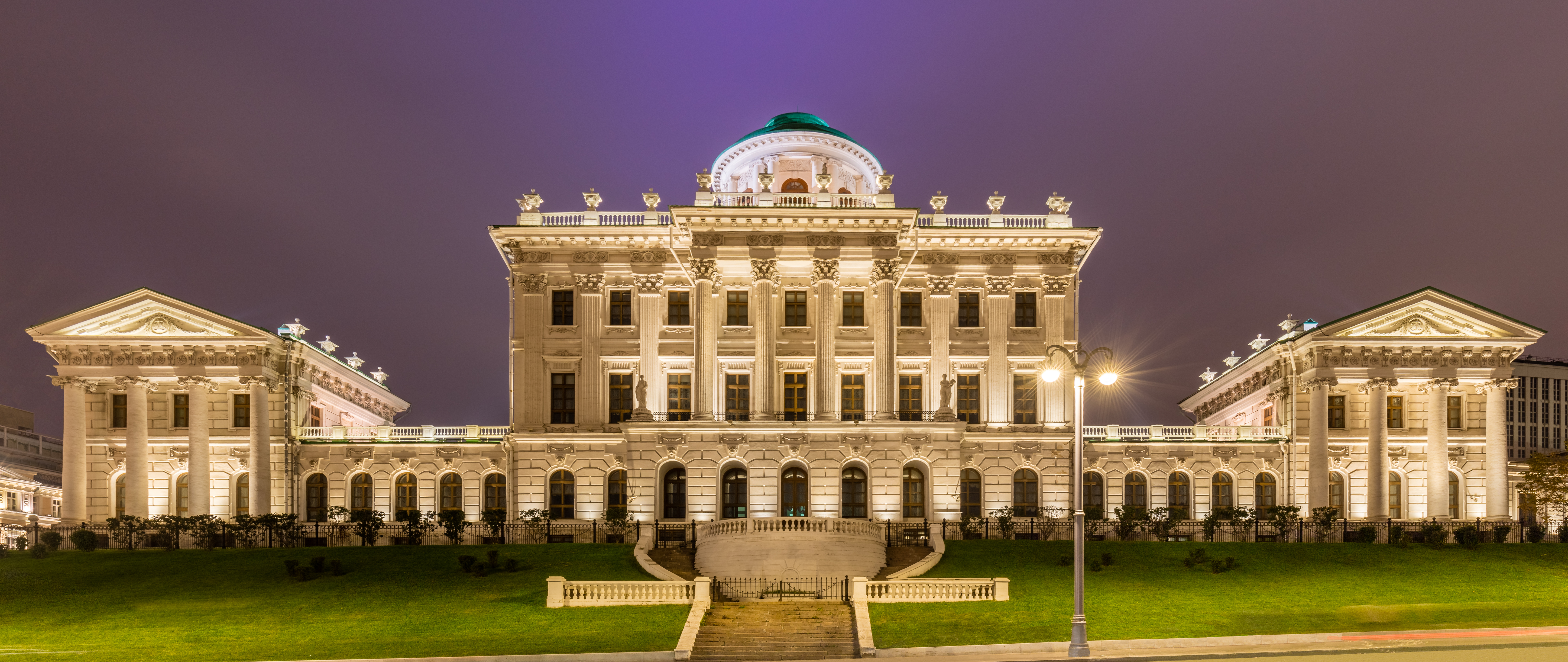
Дом Пашкова

Во время царствования Петра I зародилось и просуществовало примерно до начала 1740-х годов так называемое «петровское барокко». Новые тенденции заключались в применении законов европейской архитектуры и появлении других типов зданий в соответствии с общественными и промышленными изменениями в государстве. Впервые начали строиться канцелярии и коллегии, специальные здания театров и музеев. Постройки отличались большим масштабом и при этом рационализмом.
В Москве, в отличие от Петербурга, передовые методы регулярного строительства сочетались с традиционным формообразованием (особенно в церковном зодчестве). Устоявшаяся система усадебного расселения была более целесообразна для столицы, чем новая — «сплошной фасадою». Первым общественным зданием петровского стиля в Москве стал Арсенал в Кремле, задуманный как Оружейный дом. Основное дворцовое строительство было перенесено из Кремля на берег реки Яузы, в старые царские вотчины и усадьбы приближённых к государю (усадьбы князя А. Меншикова в Немецкой слободе и боярина Ф. Головина).
К петровскому барокко относятся Красные ворота (разрушены впоследствии), Меншикова башня, Знаменская церковь в Перове, Сухарева башня (не сохранилась), надвратная церковь Тихвинской Иконы Богоматери в Донском монастыре, церковь иконы Богоматери в Дубровицах, дворец Ф. Я. Лефорта на Яузе, храм Святого Николая Чудотворца в Троекурове, собор Спаса Нерукотворного Образа бывш. Заиконоспасского монастыря, Храм Апостолов Петра и Павла в Басманной слободе, церковь Иоанна Воина на Якиманке, Храм Вознесения Господня за Серпуховскими воротами, Дом Яньковых.
Время правления императрицы Елизаветы Петровны — период так называемого «елизаветинского барокко», когда начали строиться монументальные сооружения: дворцы, загородные резиденции и соборы. Московская архитектура этого времени отличалась полихромной отделкой, сочной орнаментальной лепкой. В церковном зодчестве сохранились ярусный тип храма, преобладание красного фона в отделке, объёмно-пространственная композиция, но убранство усложнилось (церковь Николая Чудотворца в Звонарях). В целях укрепления национальных традиций взамен общекультурной европеизации Елизавета Петровна велела вернуться к возведению пятиглавых приходских и монастырских храмов (церковь Климента Папы Римского).
В Москве великолепие елизаветинского барокко наиболее ярко выражено в работах Д. В. Ухтомского (усадьба «Нескучное» князя Трубецкого, колокольня Троице-Сергиевой лавры, перестроенные в камне триумфальные Красные ворота). В 1730—1740 годах придворный архитектор Растрелли занимался возведением дворцов в Кремле, Лефортове, в дворцовых сёлах Перово и Покровское. Также к елизаветинскому барокко относятся надвратная колокольная Донского монастыря, храм Святителя Николая в Заяицком, дом Долгоруковых в Колпачном переулке, храм Никиты Мученика на Старой Басманной, палаты купца Птицына, колокольня Новоспасского монастыря, городская усадьба Апраксиных (Трубецких).
Наиболее значительные достижения в московской архитектуре второй половины XVIII века связаны с работами таких архитекторов, как Василий Баженов и Матвей Казаков. Оба они известны прежде всего по архитектурному комплексу в Царицыно и Петровскому замку. Баженов построил знаменитый Пашков дом. По проектам Казакова построены Благородное собрание, дворец генерал-губернатора, здание Сената в Московском Кремле, дом Елисеева и многие другие московские здания.

### Архитектура XIX века

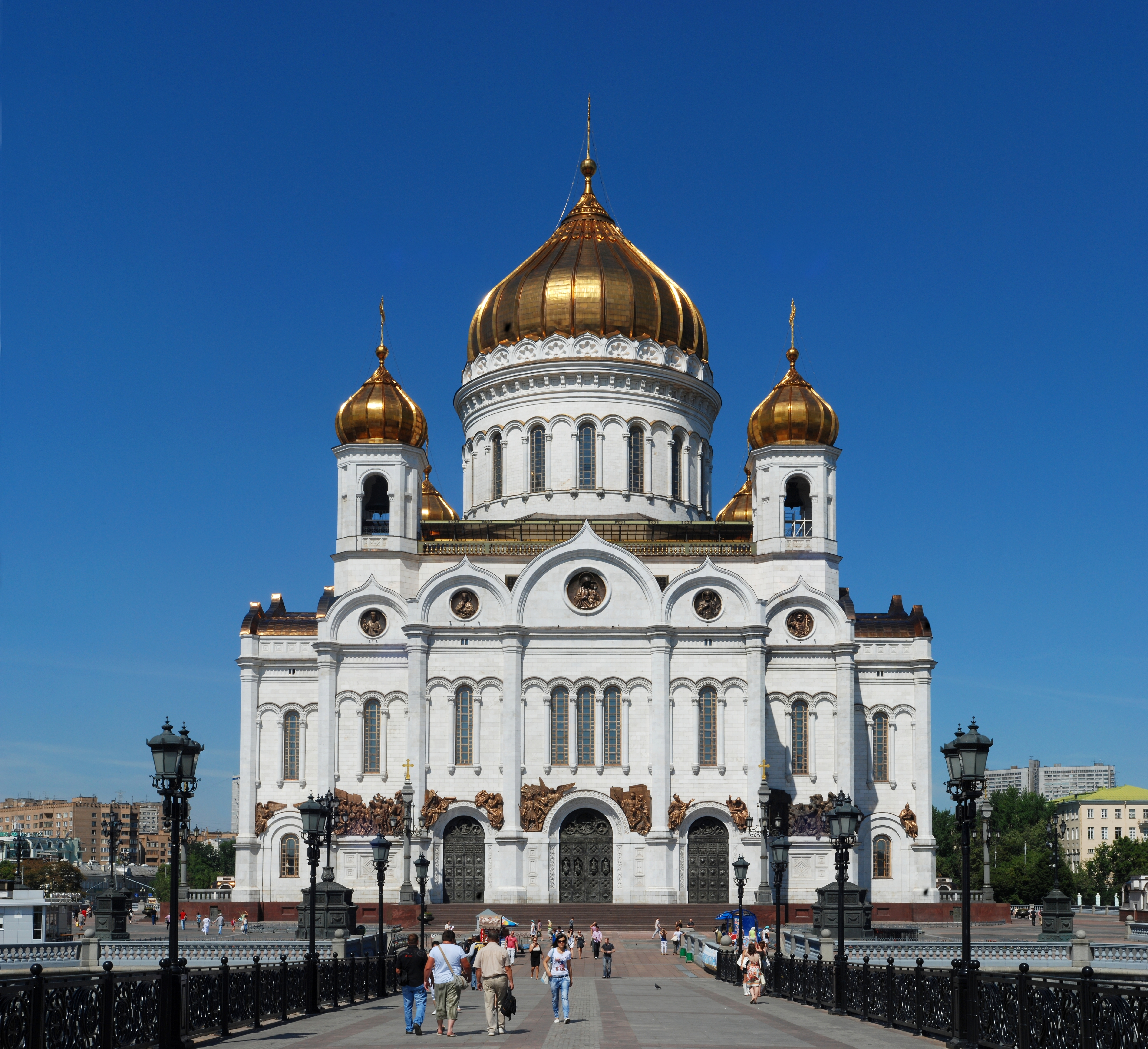
Храм Христа Спасителя

Пожар 1812 года уничтожил значительное количество зданий, построенных в предыдущие века. Сильно пострадал центр города. На месте сгоревших зданий появились новые, преимущественно в стиле классицизм. Об изменении облика города написала в 1840 году современница событий, поэтесса Евдокия Ростопчина:
… Первопрестольная Москва!

С домов боярских герб старинный

Пропал, исчез… и с каждым днем

Расчетливым покупщиком

В слепом неведенье, невинно,

Стираются следы веков,

Следы событий позабытых,

Следы вельможей знаменитых

Обычай, нравы, дух отцов,

Все изменилось!

«Вид Москвы» (1840)
Наиболее известные здания начала XIX века — здание Московского университета на Моховой улице, Английский клуб.
В первой половине века был окончательно срыт Земляной вал, на его месте было образовано Садовое кольцо.
Наиболее известные здания второй половины XIX века — городская Дума, Исторический музей, Верхние торговые ряды, комплекс зданий фабрики «Эйнем», здания всех железнодорожных вокзалов и другие.

### Московский модерн
В конце XIX — начале XX века в Москве было построено несколько десятков зданий в стиле модерн. Многие из них сооружены по проектам выдающегося архитектора Ф. О. Шехтеля — Ярославский вокзал, Особняк Зинаиды Морозовой и другие. Архитектор В. Мазырин спроектировал дом Морозова на Воздвиженке, 16 в неомавританском стиле. Другие известные здания этого времени — гостиница «Националь», гостиница «Метрополь».

### Архитектура и градостроительство в годы советской власти

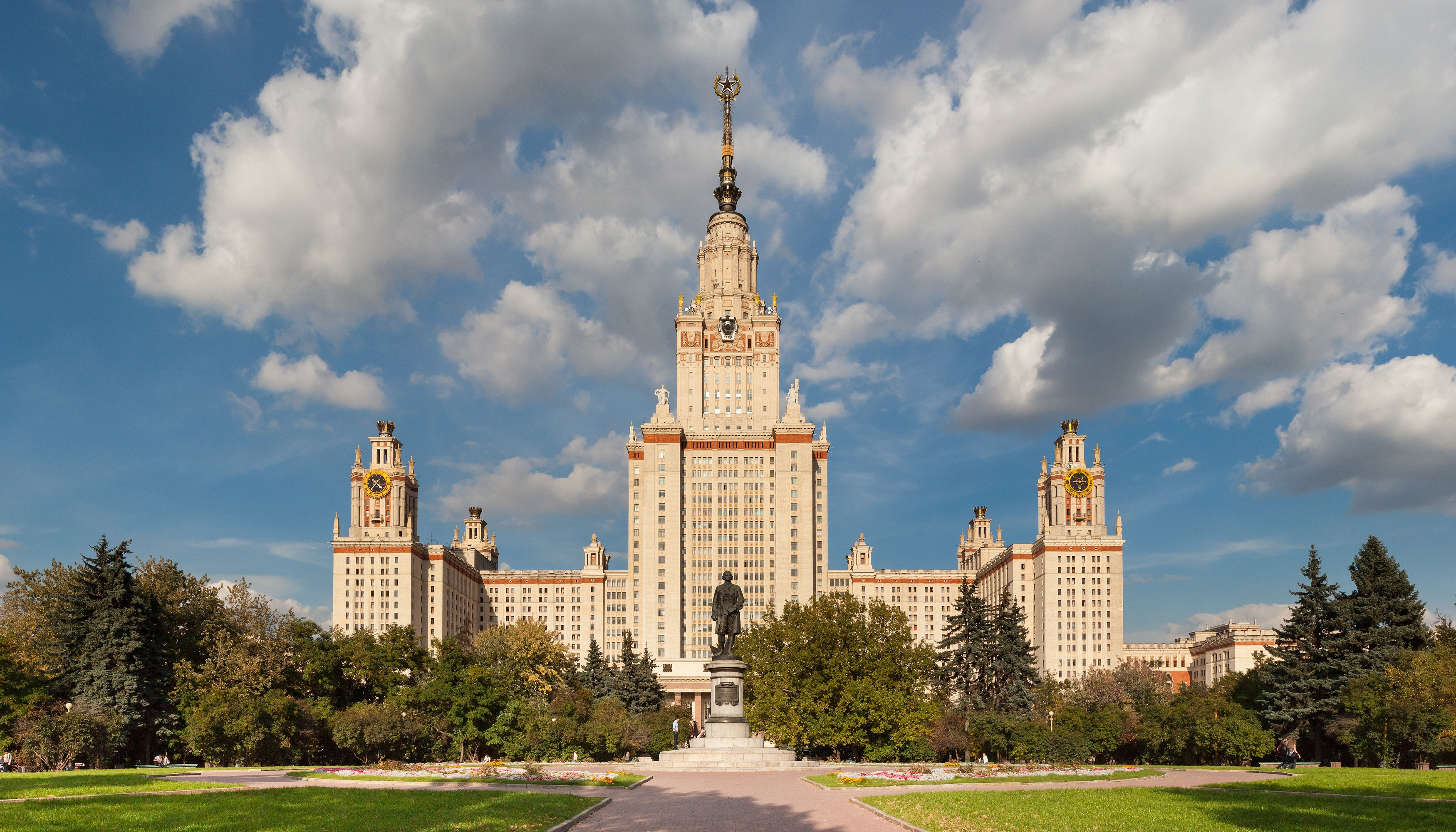
Главное здание МГУ

К началу XX века Москва уже была в значительной степени оснащена системами теплоснабжения, водоснабжения, канализации, уличного освещения, асфальтом было покрыто 185 тыс. м². дорог. При этом значительное количество домов, особенно на окраинах, были деревянными, неблагоустроенными.
После преодоления разрухи, возникшей в результате Гражданской войны, началось ускоренное развитие города.
Одним из первых заметных сооружений начала 20-х годов стала Шуховская башня. В 1927 году началась программа по строительству 78 рабочих клубов в Москве и губернии в стилистике авангарда. В 20-е годы и в начале 30-х годов было построено несколько зданий по проектам К. Мельникова, отличавшихся новаторской необычной архитектурой. Наиболее известные из них — Клуб Русакова, Дом Мельникова. Архитектор А. В. Щусев стал автором таких широко известных зданий как мавзолея Ленина и здание Казанского вокзала.
Новый этап в перестройке Москвы начался после постановления ЦК ВКП(б) и СНК СССР от 10.07.1935 о генеральном плане реконструкции г. Москвы, в основу которого были положены идеи и указания И. В. Сталина. С 1935 по 1940 год в рамках работ по замене булыжного покрытия мостовых было заасфальтировано свыше 3 млн м² улиц, площадей и набережных. В этот же период был построен 41 км гранитных набережных. С 1935 по 1941 год в Москве было построено 11 новых мостов.
За первые 5 лет осуществления плана реконструкции Москвы в столице было построено свыше 500 многоэтажных жилых домов с 1800 тыс. м² жилой площади. Была проведена реконструкция и расширение улицы Горького, реконструкция Большой Калужской улицы, Ленинградского проспекта, Можайского шоссе, 1-й Мещанской улицы. В период 1930—1950-х годов Садовое кольцо было значительно расширено, заасфальтировано и на значительном своём протяжении застроено новыми жилыми домами и общественными сооружениями. За этот период в Москве был пущен метрополитен имени Л. М. Кагановича, были построены два аэропорта — Быково и Внуково, канал Москва — Волга, комплекс Всесоюзной сельскохозяйственной выставки. Были построены такие сооружения, как гостиница «Москва», театр Красной Армии, Северный речной вокзал, Библиотека имени Ленина, концертный зал имени П. И. Чайковского, гостиница «Пекин», гостиница «Советская», семь высотных зданий, так называемых «сталинских высоток».
С середины 1950-х годов возобладал утилитарный подход к жилищному строительству, выразившийся в возведении однотипных относительно дешёвых зданий с малогабаритными квартирами, подходившими для решения обострявшейся жилищной проблемы в городе. Типичными строениями этого времени явились пятиэтажные блочные и панельные жилые дома, так называемые «хрущёвки» (по имени вдохновителя этой серии зданий Н. С. Хрущёва). Впоследствии этажность домов возросла, а в качестве материала чаще всего стали использоваться типовые панели.

#### Хрущёвки - Массовые серии домов, возводимых в Москве в 1960-е годы

##### К-7
5 этажей, Панельный, с 1958 года. Почти полностью снесены к 2017 году

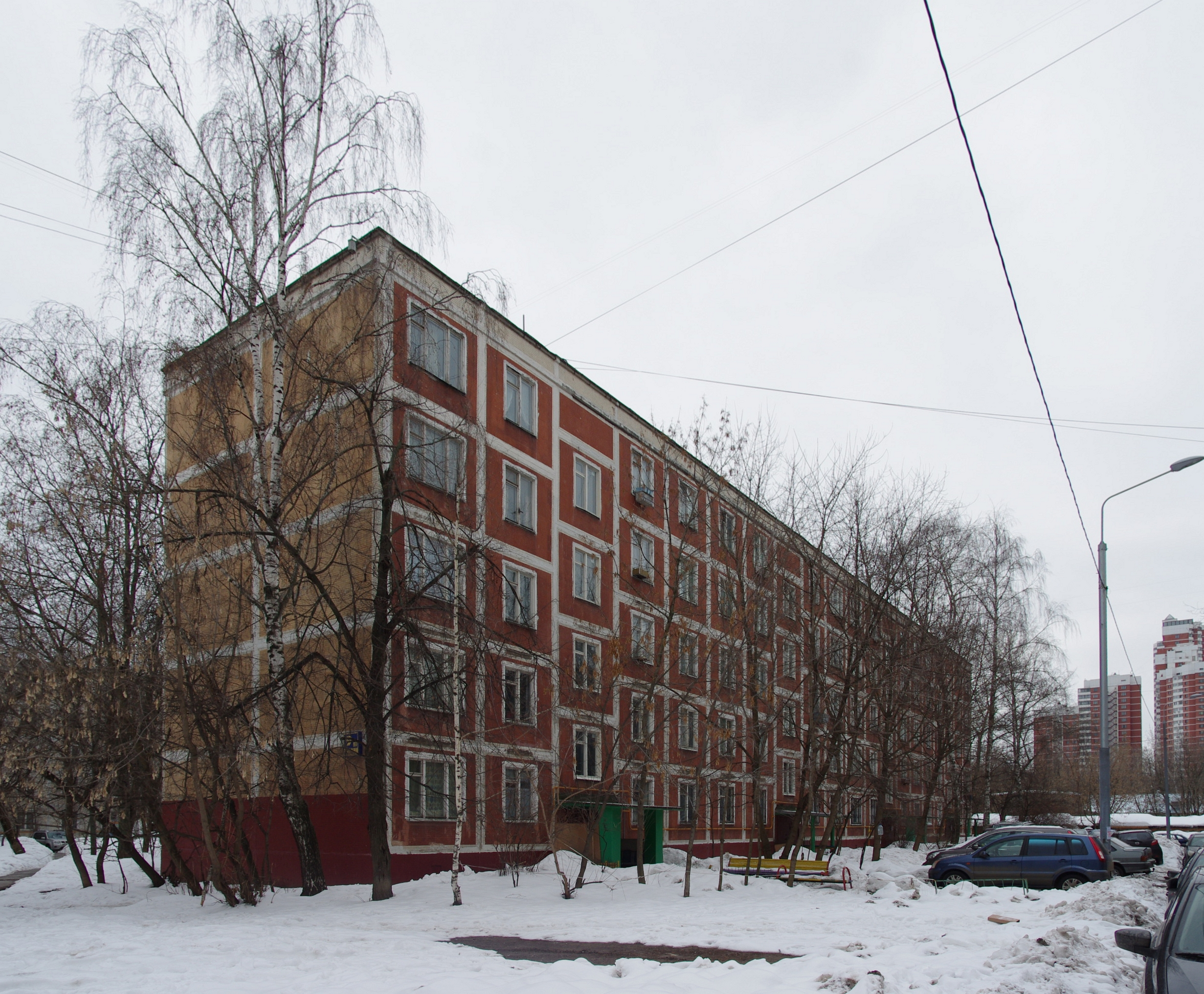
Дом серии К-7

- На Викискладе есть медиафайлы по теме дома серии К-7 в Москве

##### II-32

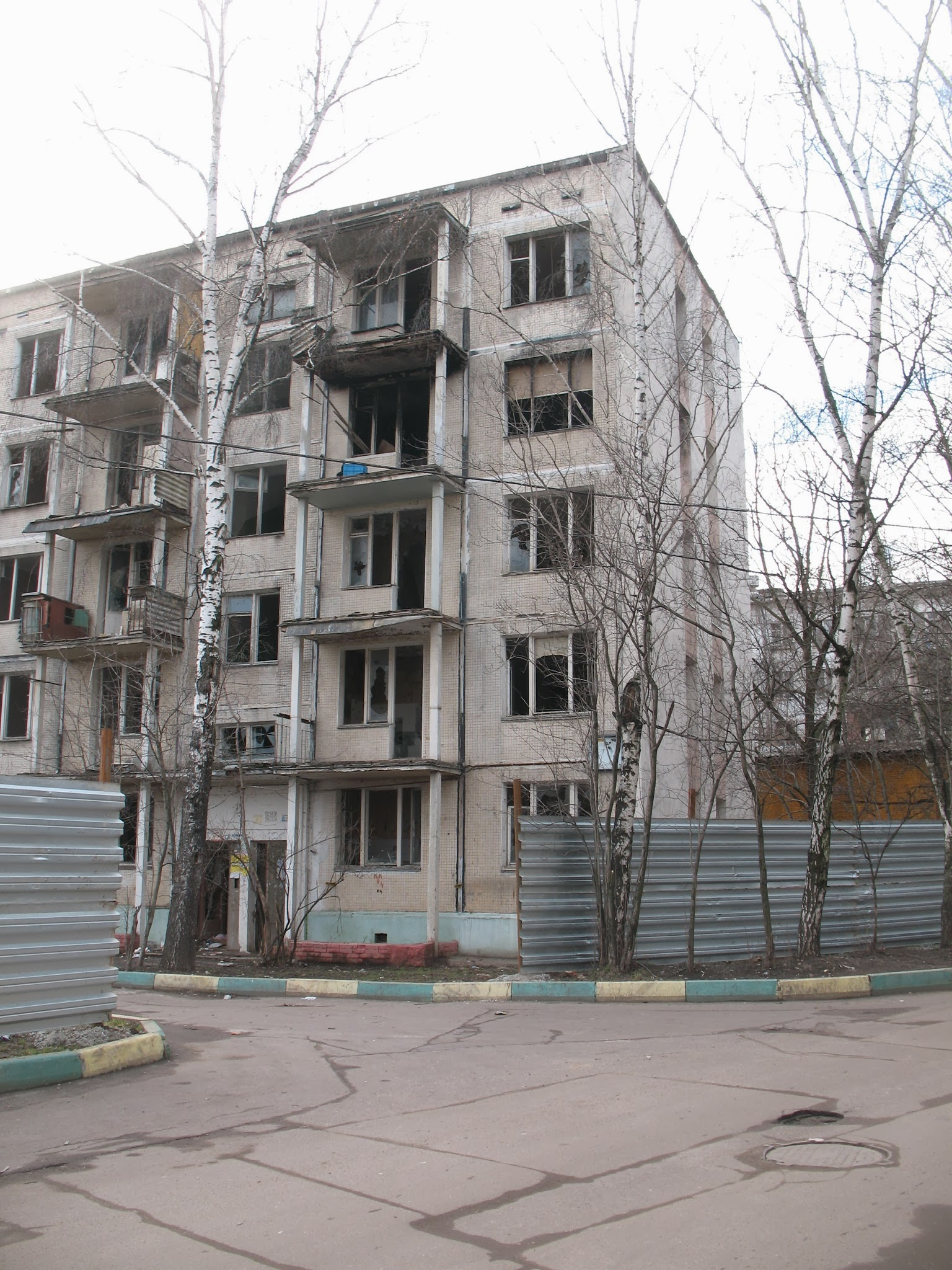
Дом серии II-32

5 этажей, Панельный, 1959-1965. Почти полностью снесены к 2017 году
- На Викискладе есть медиафайлы по теме дома серии II-32 в Москве

##### 1605-АМ в 5 этажей

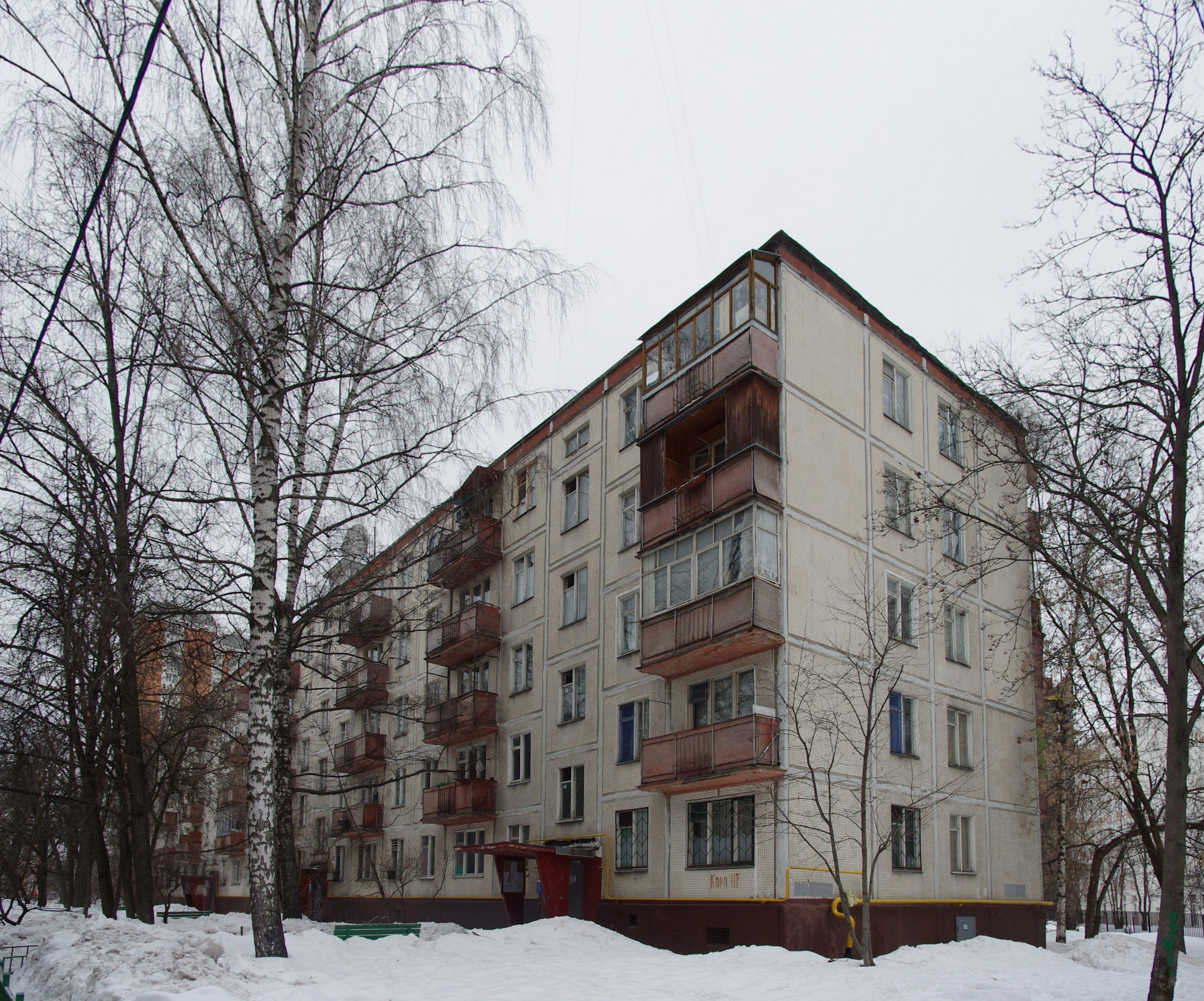
Дом серии 1605-АМ в 5 этажей

5 этажей, Панельный, 1958-1966. Почти полностью снесены к 2017 году
- На Викискладе есть медиафайлы по теме дома серии 1605-AM/5 в Москве

##### 1-510

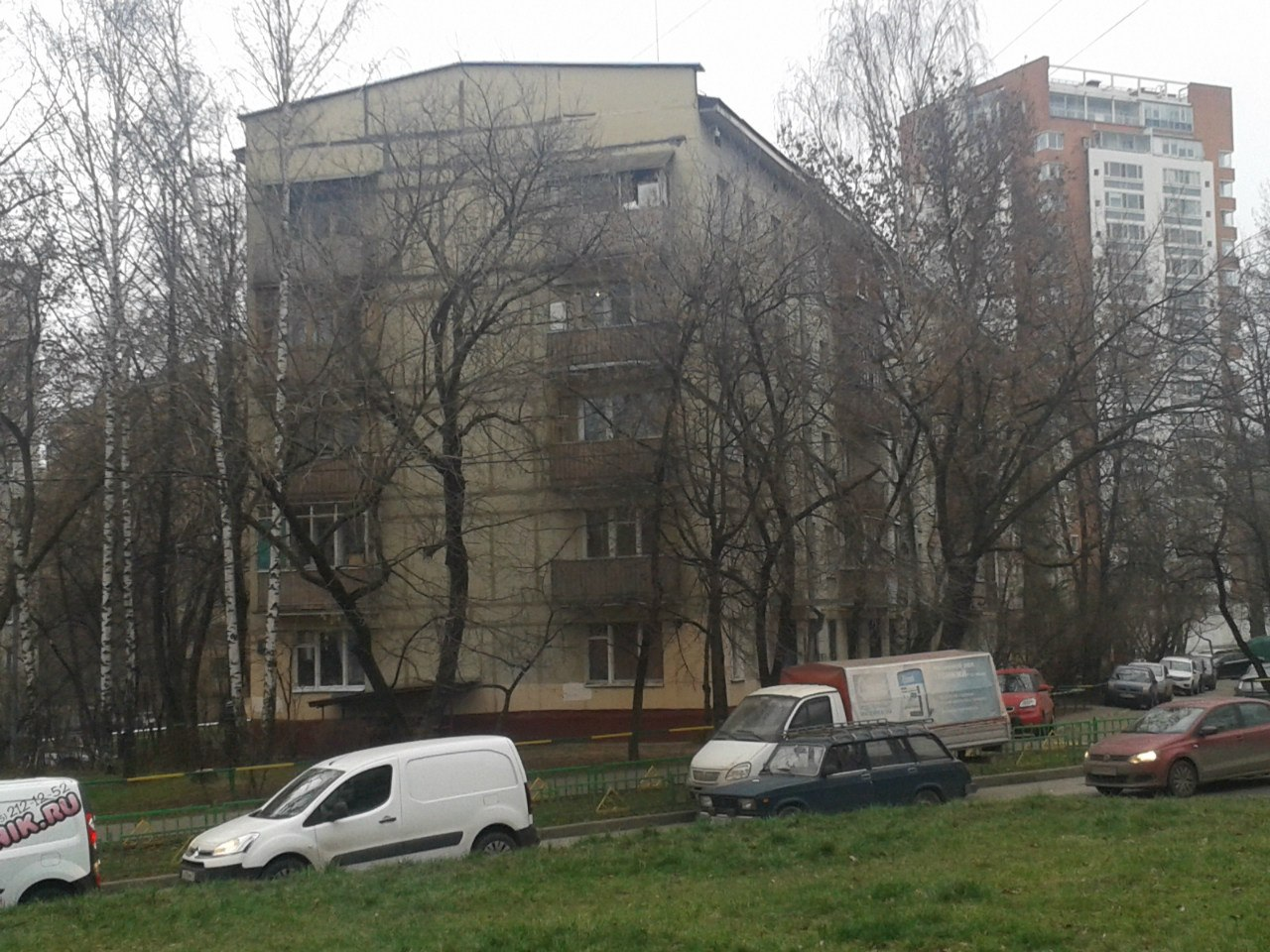
Дом серии 1-510

5 этажей, блочный. На 2023 год сохранилось много 

##### 1-511

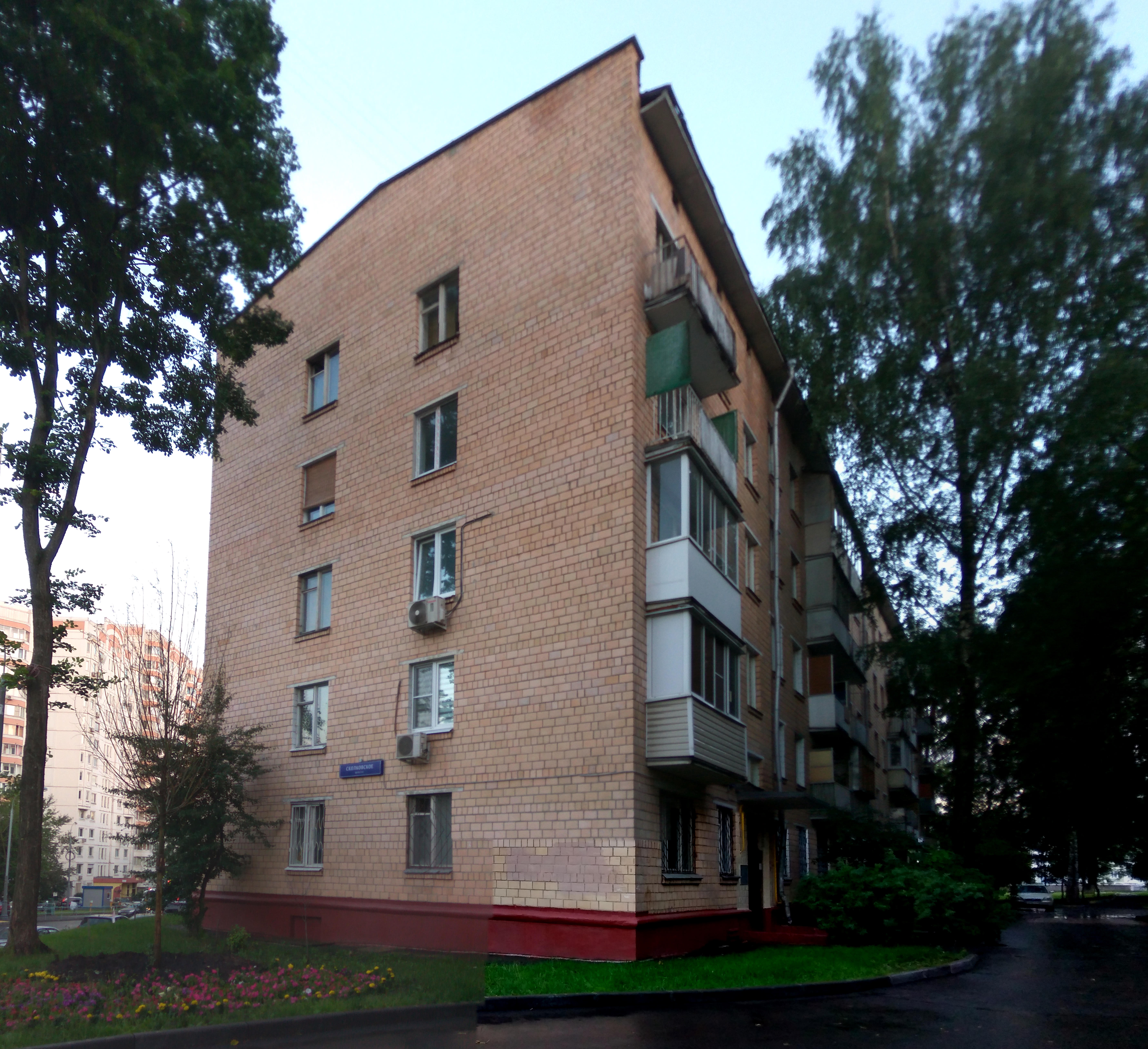
Дом серии 1-511

5 этажей, кирпичный. На 2023 год сохранилось много 

##### 1-515/5

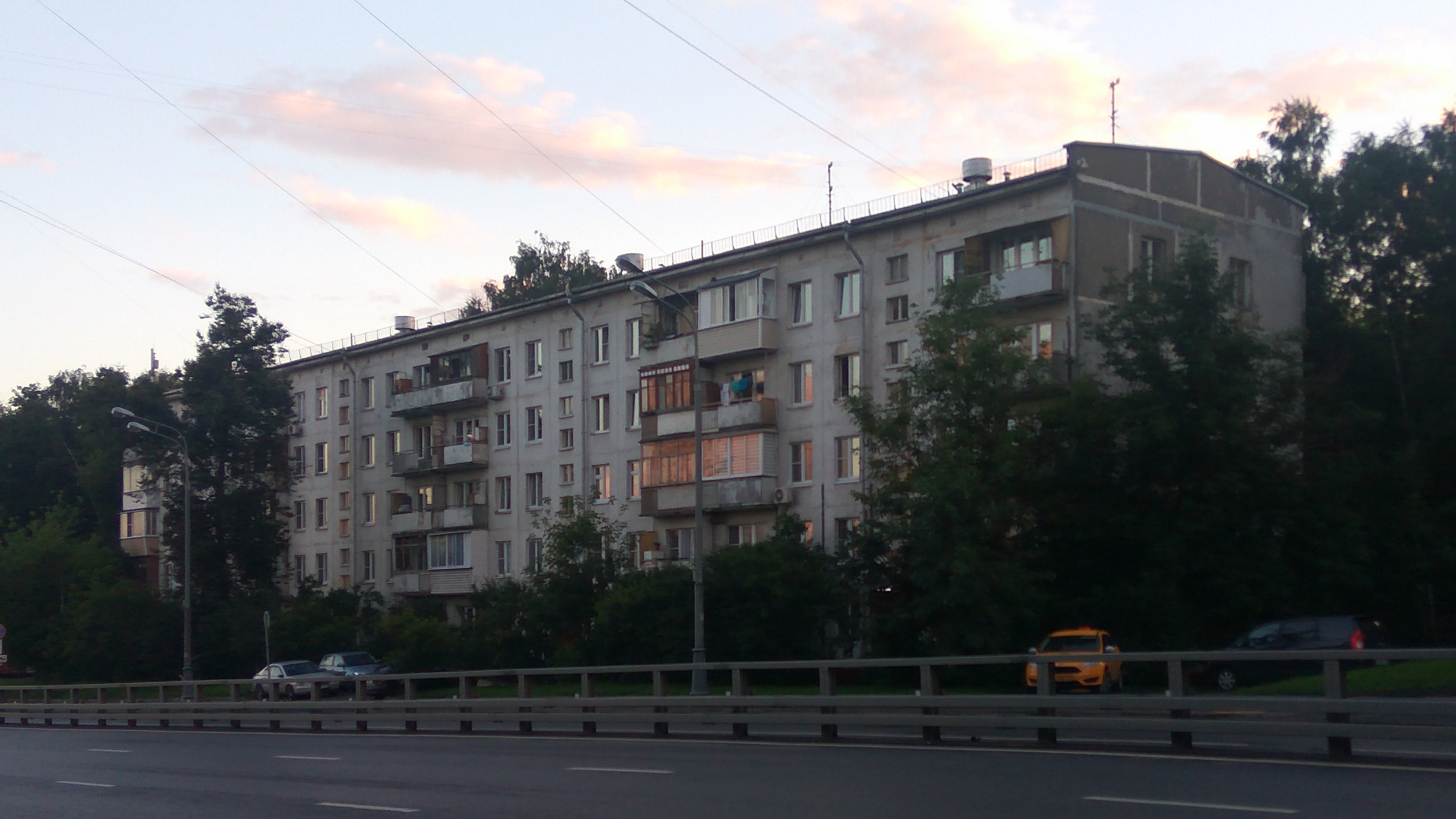
Дом серии

5 этажей, панельный. На 2023 год сохранилось много

##### 1-515/9

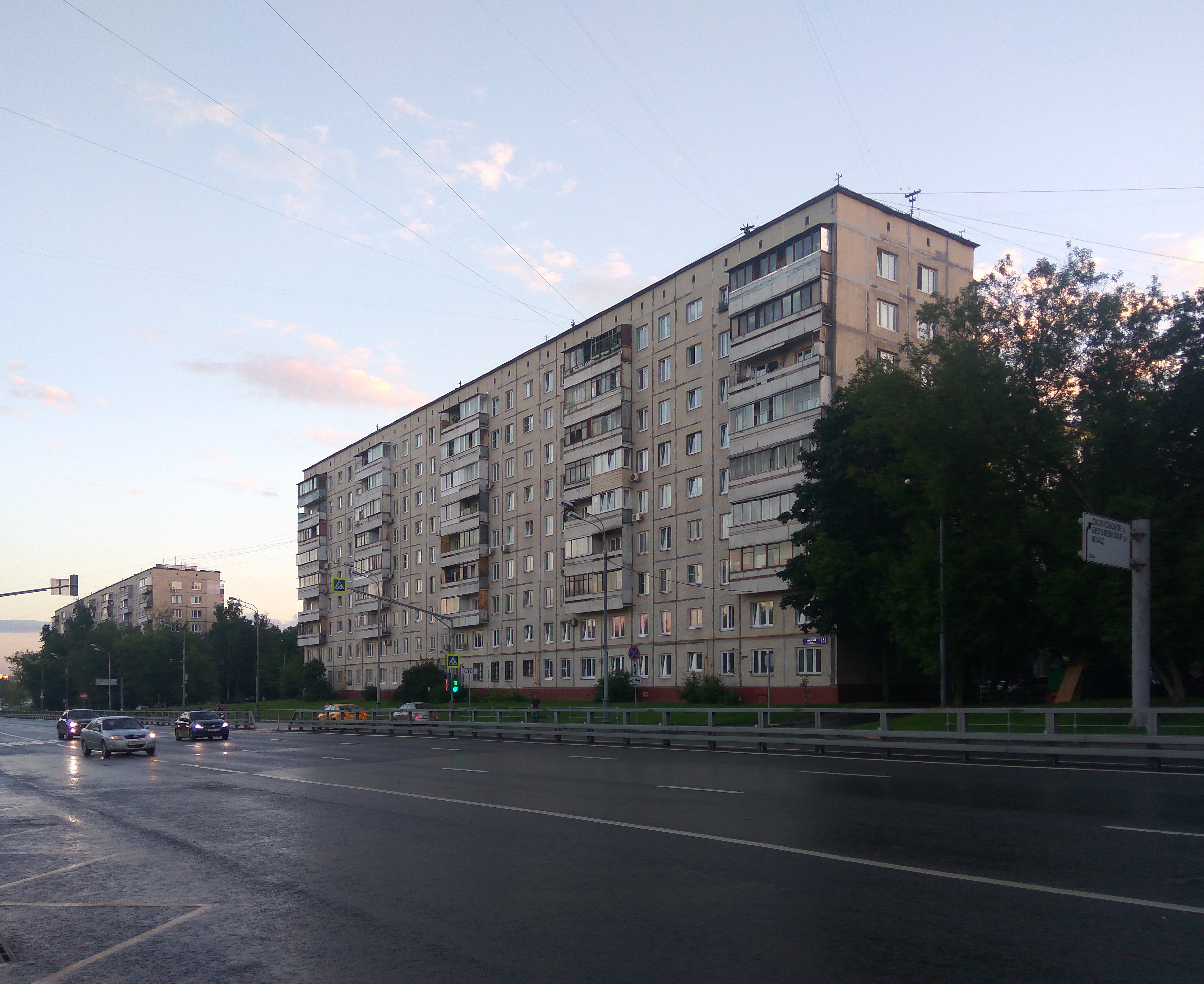
Дом серии 1-515/9м

Развитием серии 1-515/5, стали панельные 9-этажки 1-515/9ш "широтная" и 1-515/9м "меридианная", возводимые с 1966г

##### II-18/9

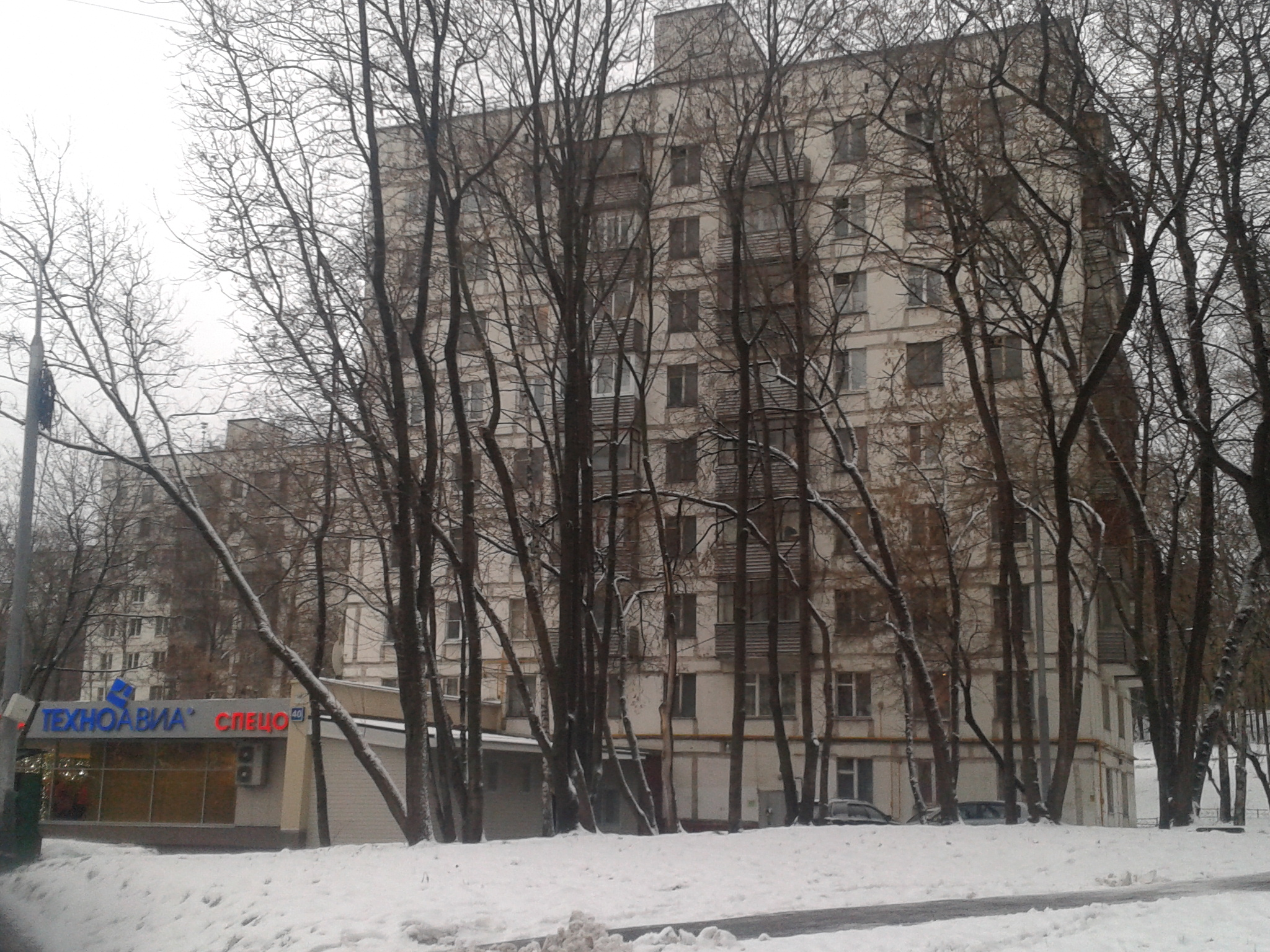
Дом серии II-18/09

9 этажей, блочный. Менее массовый чем 12, отдельные здания сносят по реновации в 2020-х.
- На Викискладе есть медиафайлы по теме дома серии II-18/9

##### И-522А

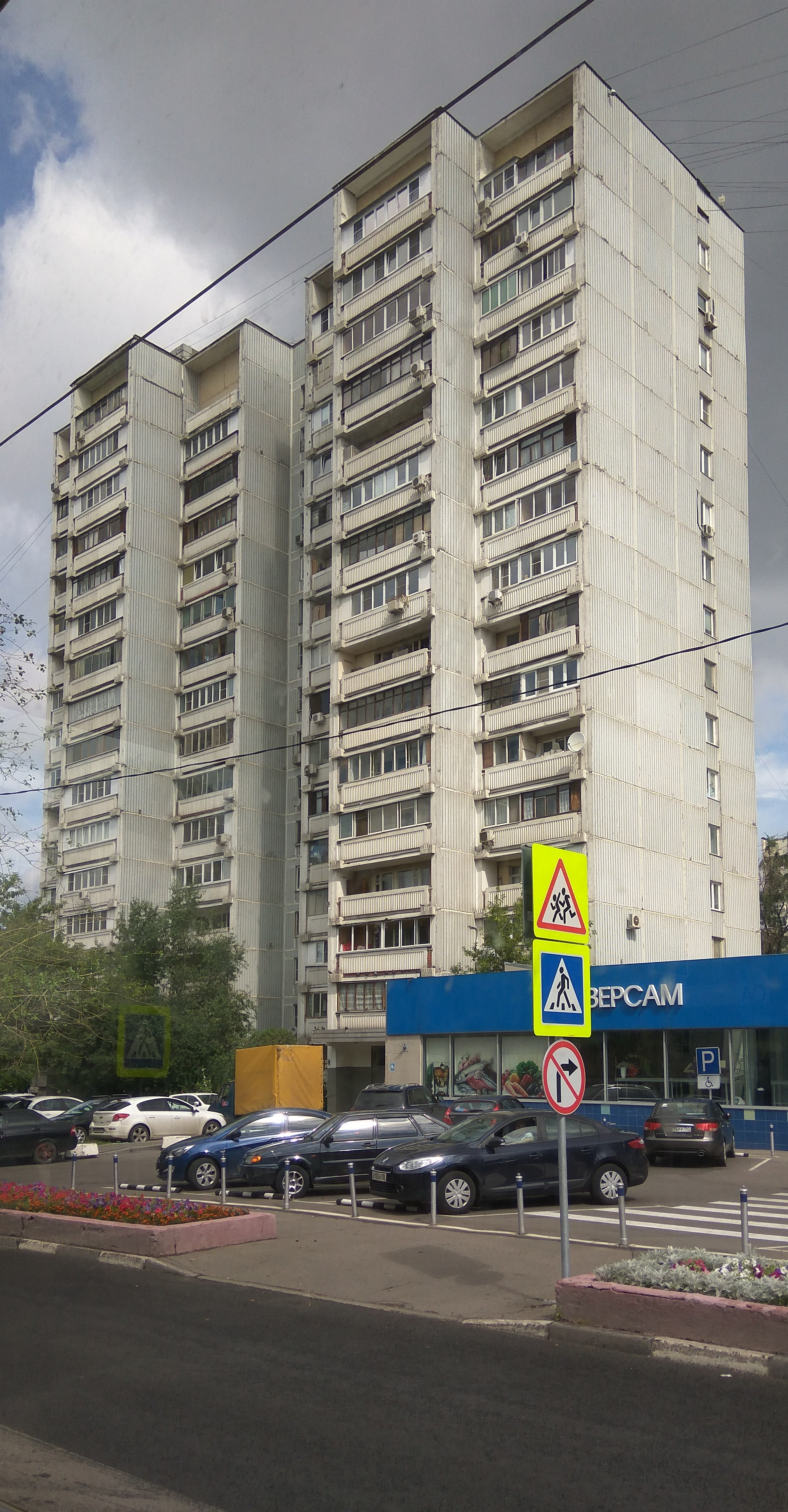
Дом серии И-522А

##### И-209А

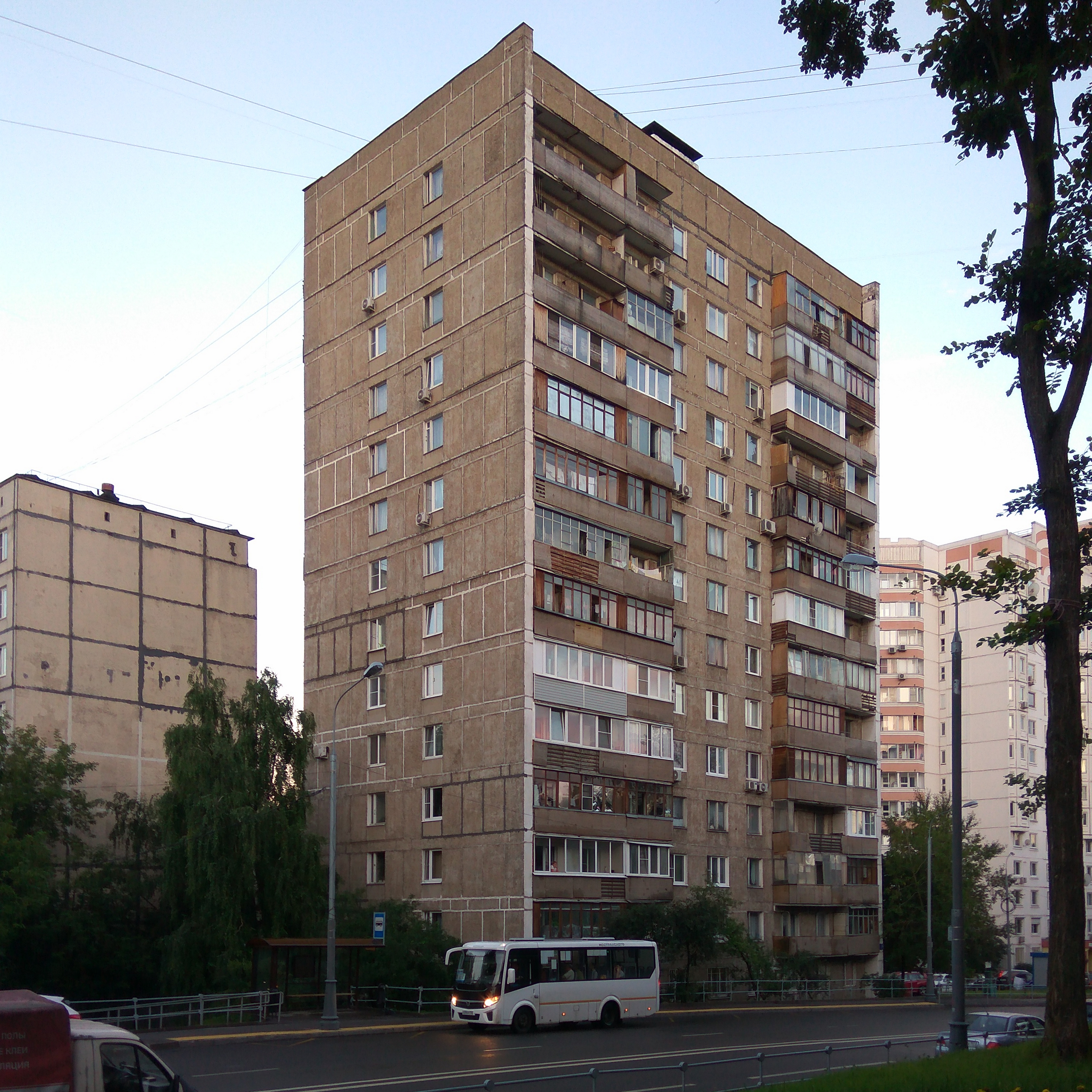
Дом серии И-209А

##### II-18/12

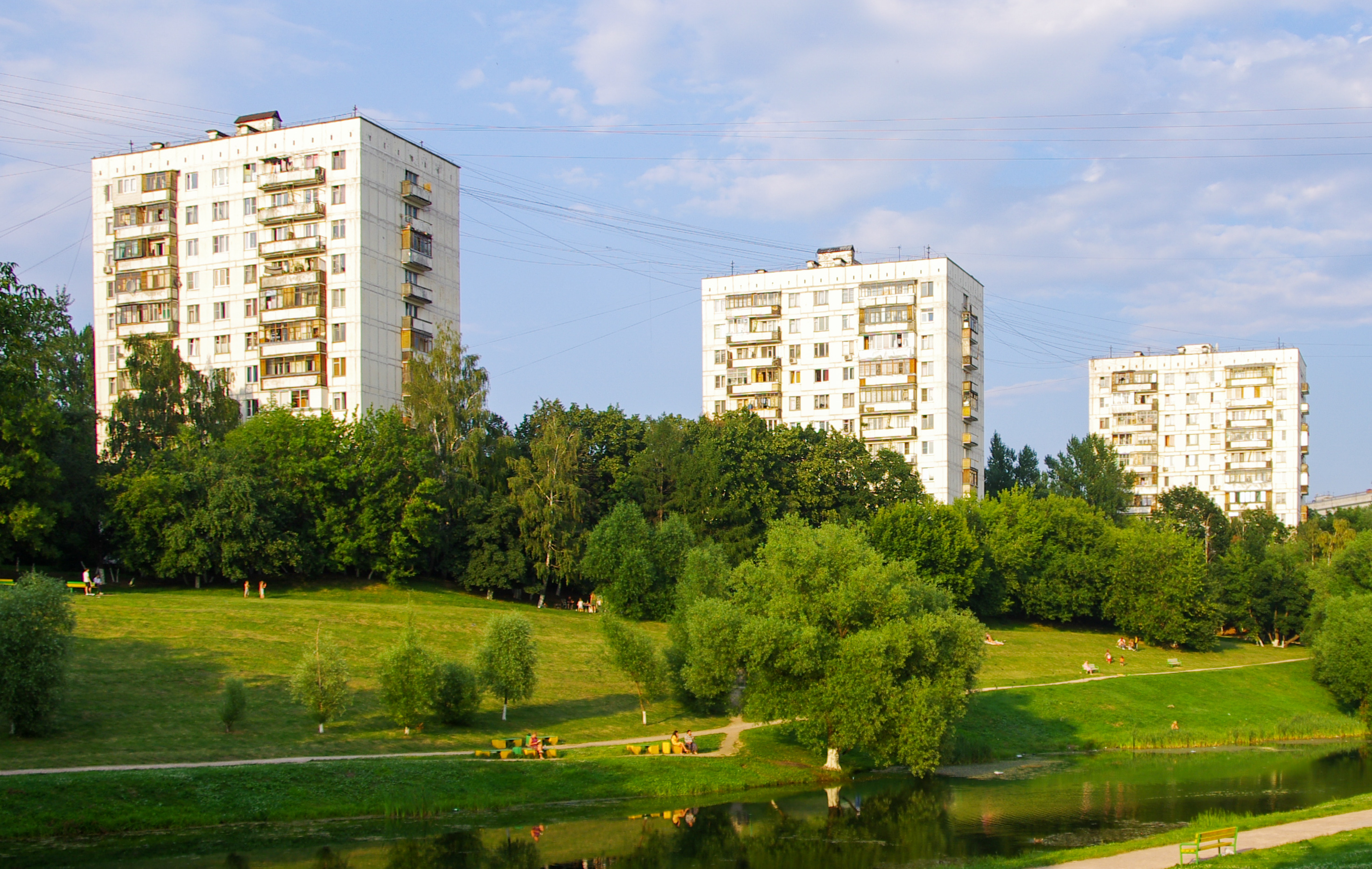
Дом серии II-18/12

12 этажей, блочный. Массовая серия
- На Викискладе есть медиафайлы по теме дома серии II-18/12

##### II-29

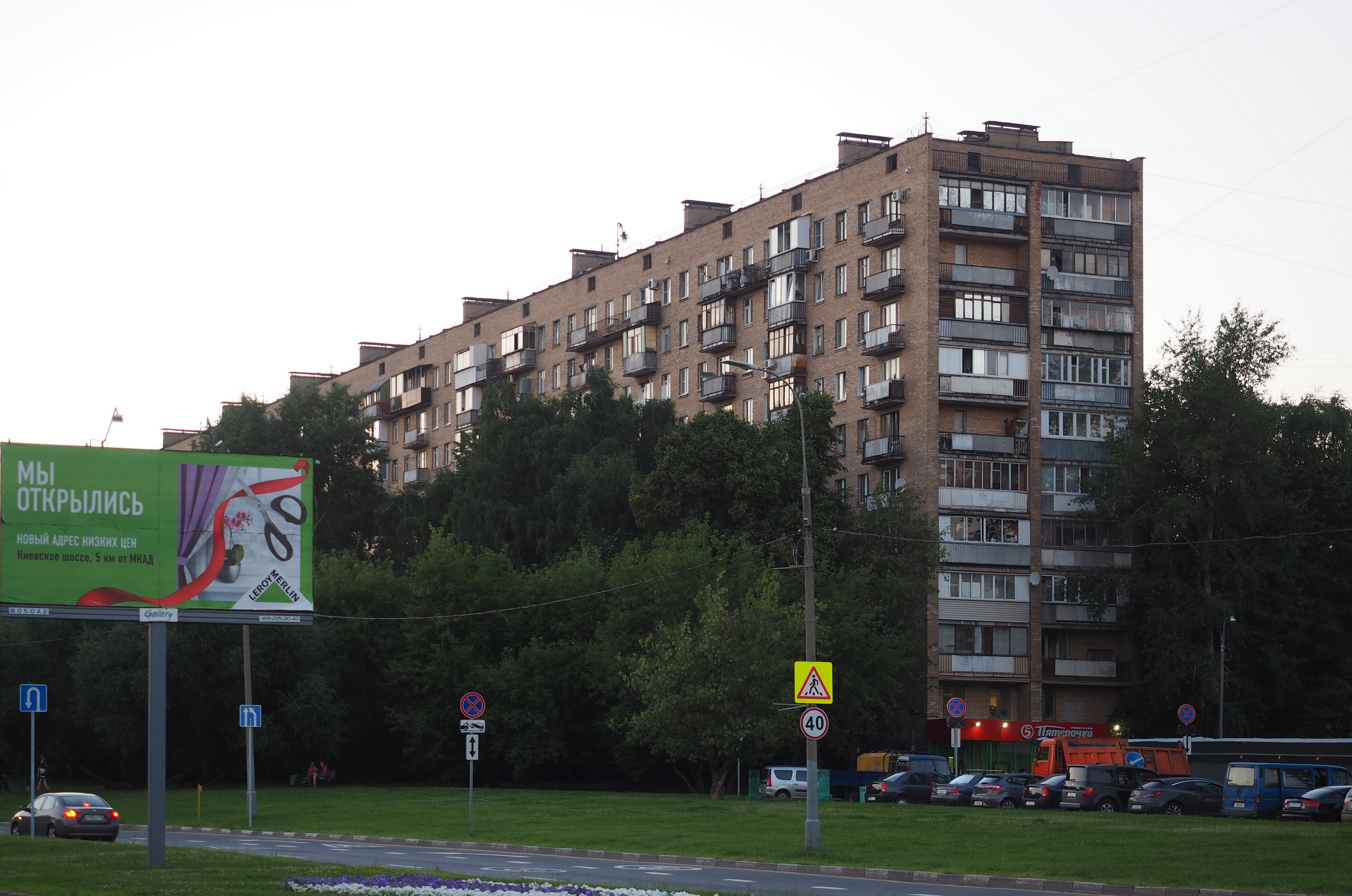
Дом серии II-29

9 этажей, кирпичный

#### Брежневки - массовые серии домов, возводимых в Москве в 1970-е годы

##### II-57
9, 12 этажей

##### II-49

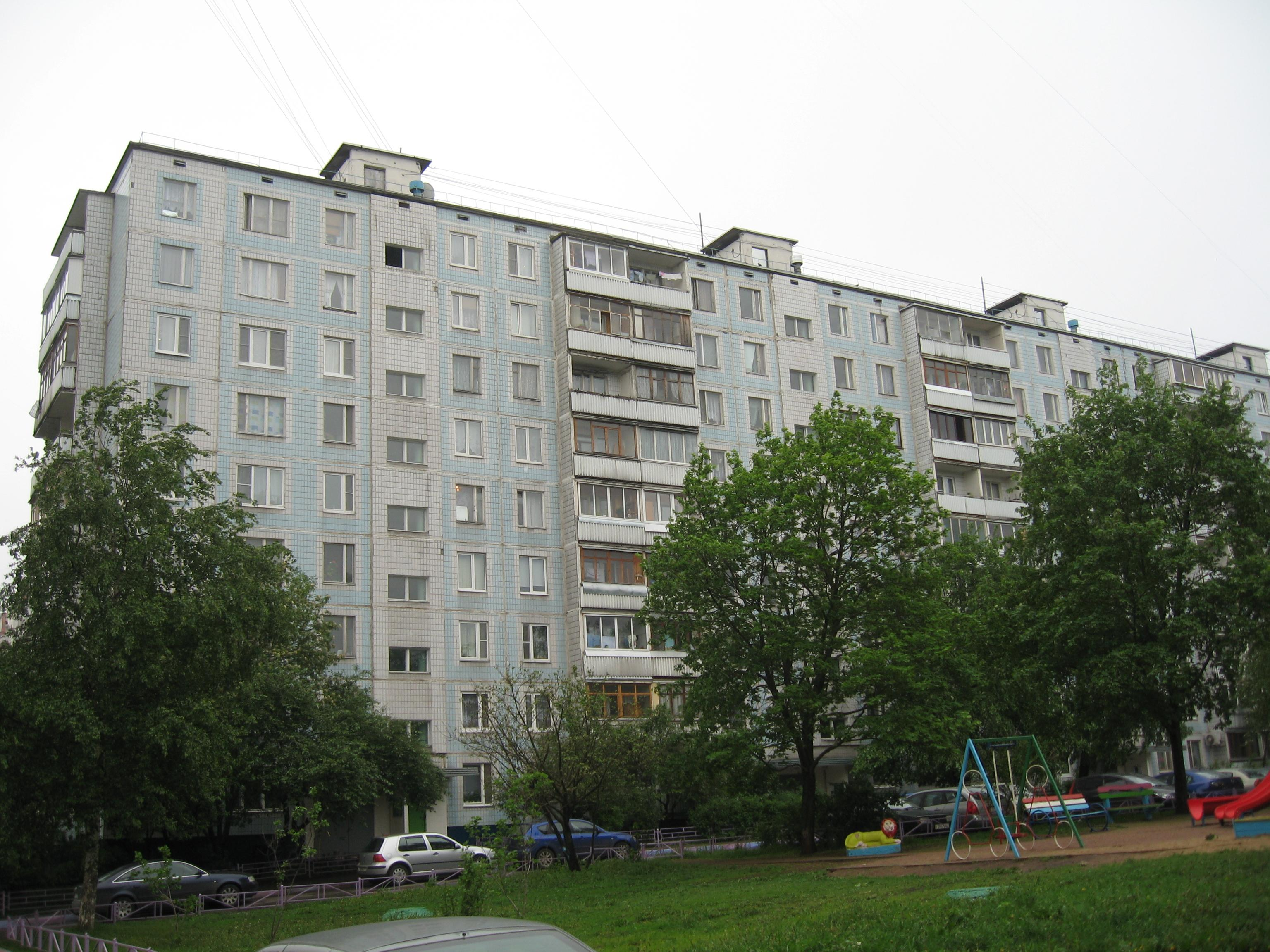
Дом серии II-49

9 этажей

##### 1605-АМ/12

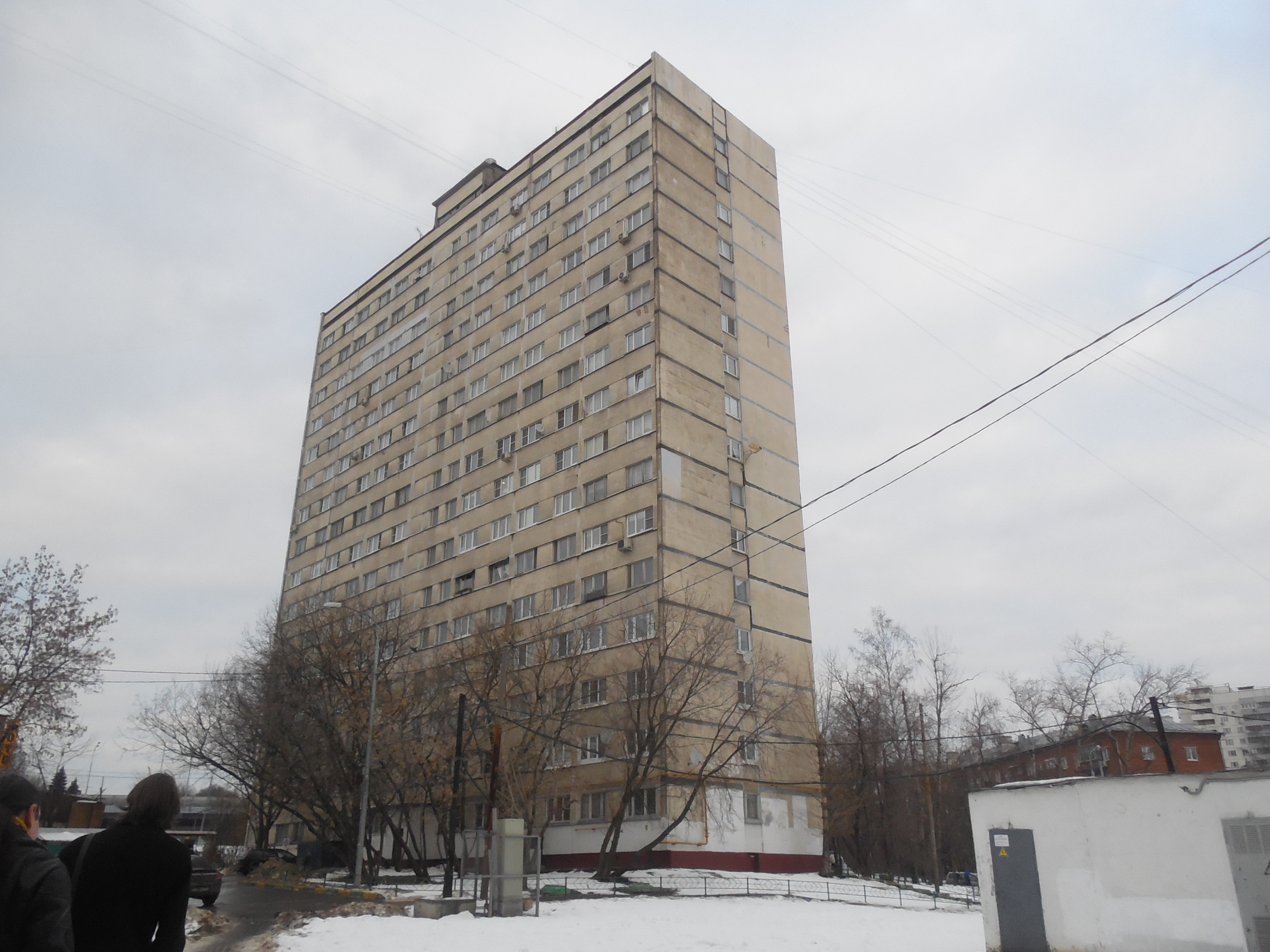
Дом серии 1605-АМ/12

12 этажей

##### II-68

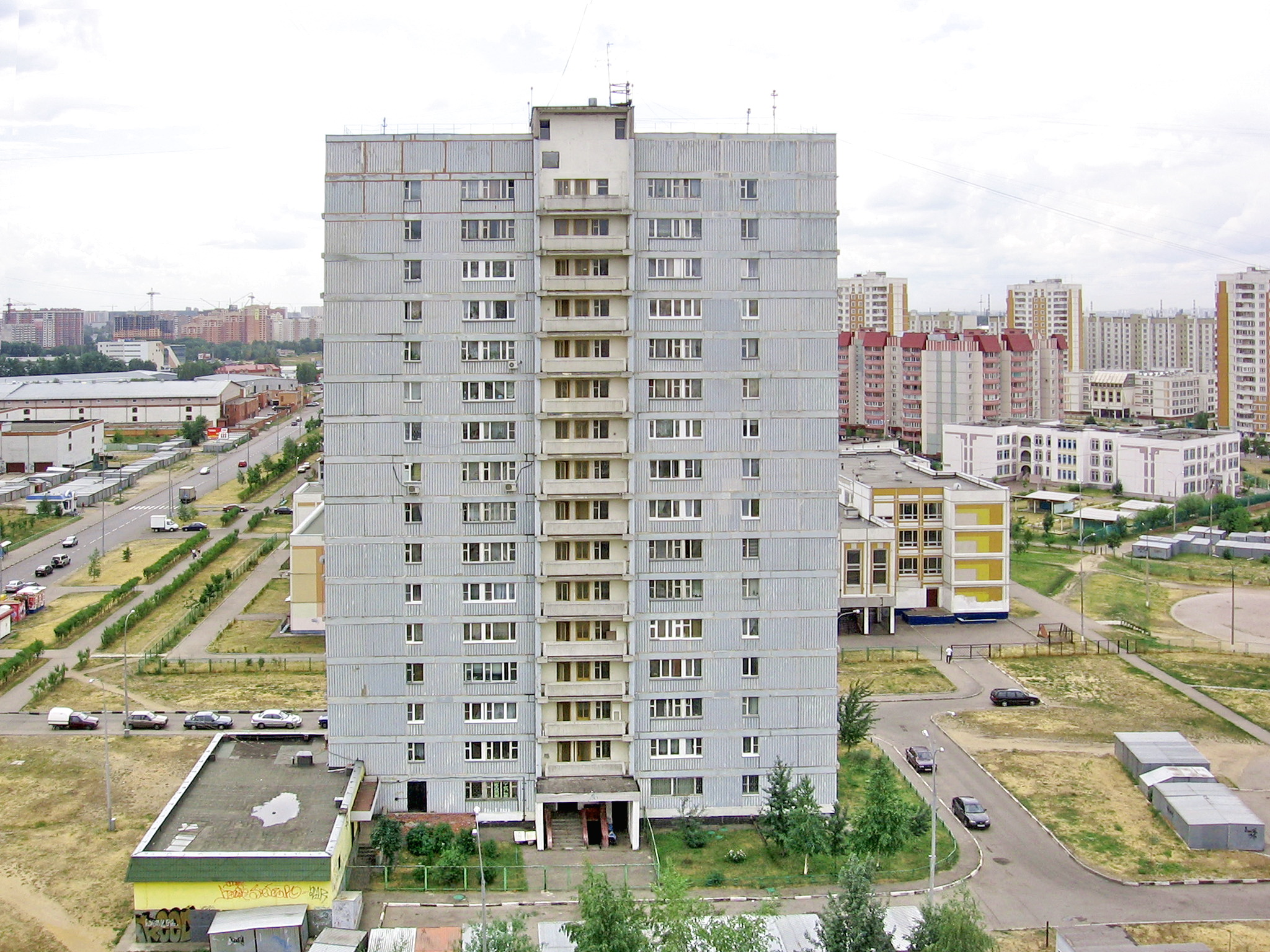
Дом серии II-68

9 этажей

##### II-68/02
9 этажей

##### II-68/03
12 этажей

##### Башня Вулыха
14 этажей, элитная серия, строилась жилищно-строительными кооперативами

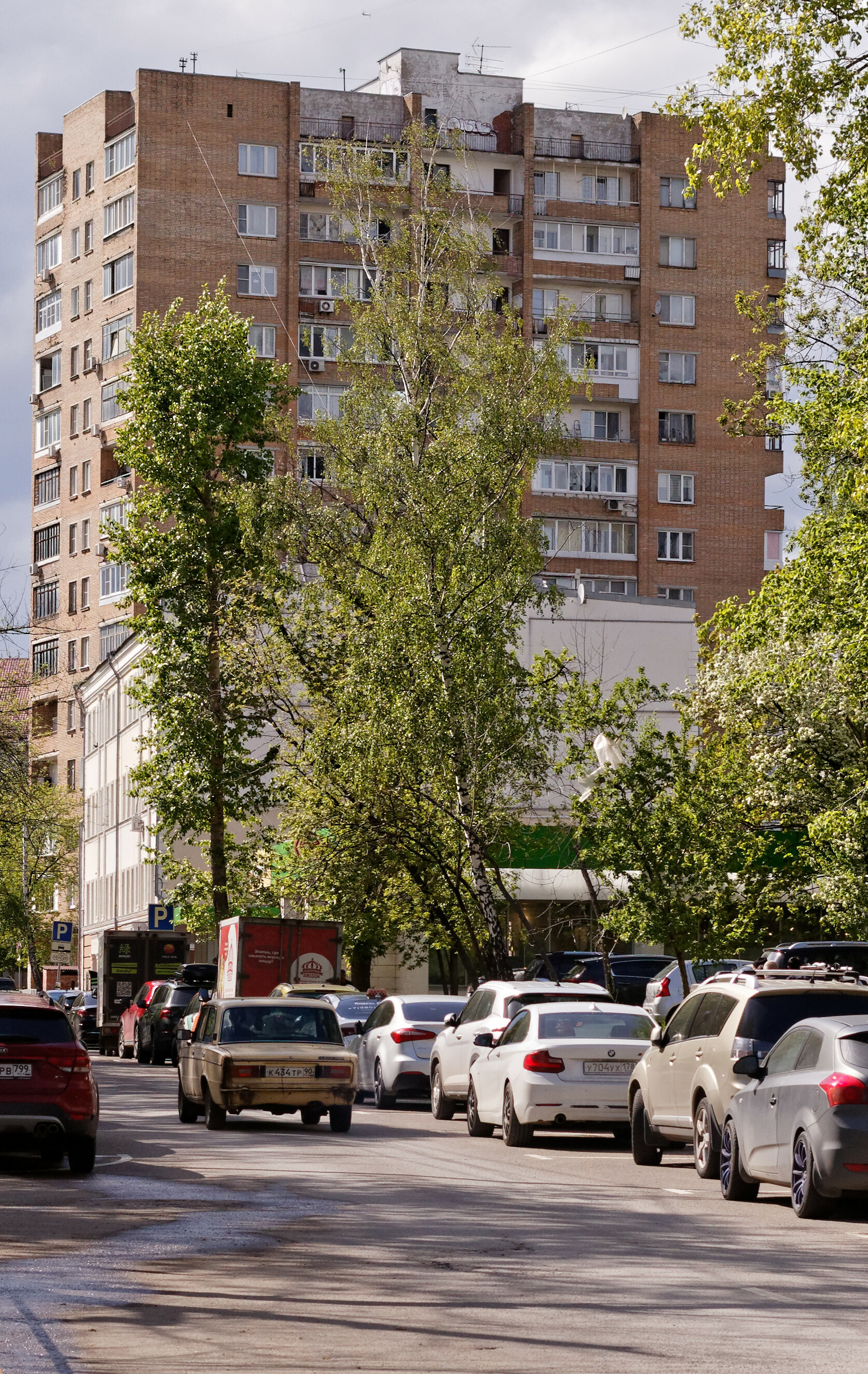
Башня Вулыха

##### П-43

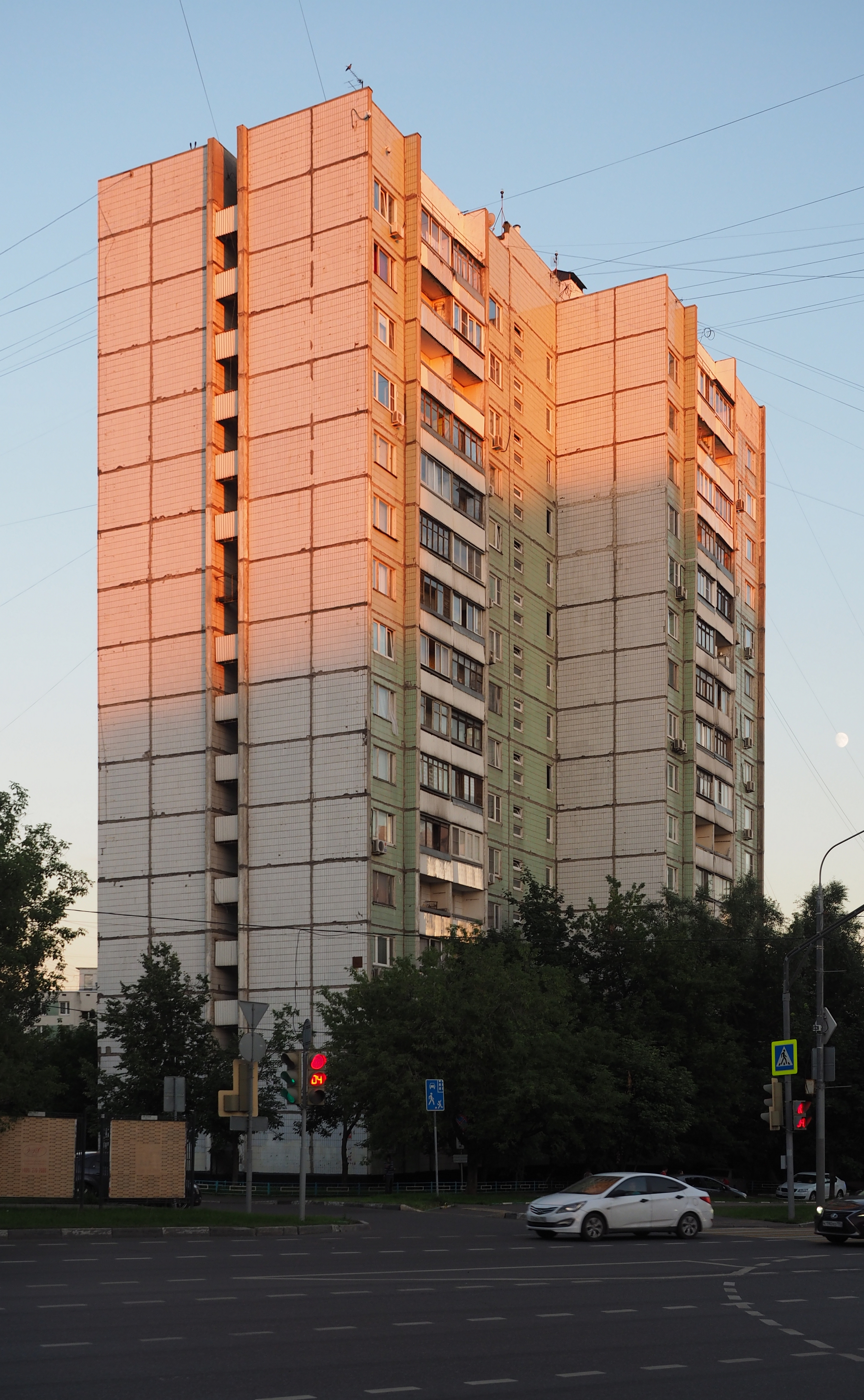
Дом серии П-43

##### П-30

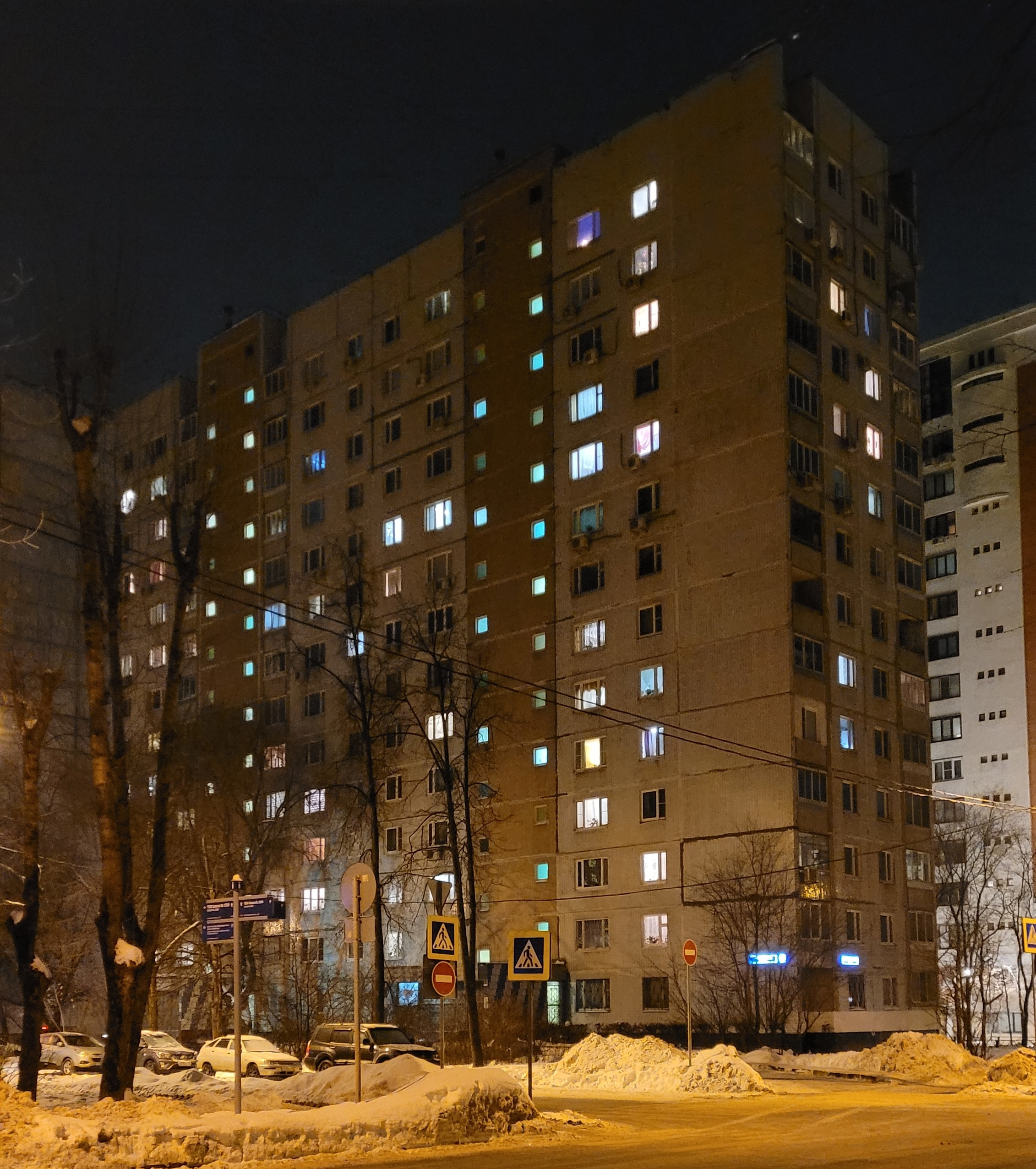
Дом серии П-30 в Измайлово

##### П-46
| Внешний вид | Серия | Этажность |
| ----------- | ----- | --------- |
|             | П-3   | 16        |
|             | П-44  | 17        |
|             | П-55  |           |
|             | КОПЭ  | 22        |
|             | П-30  | 14        |

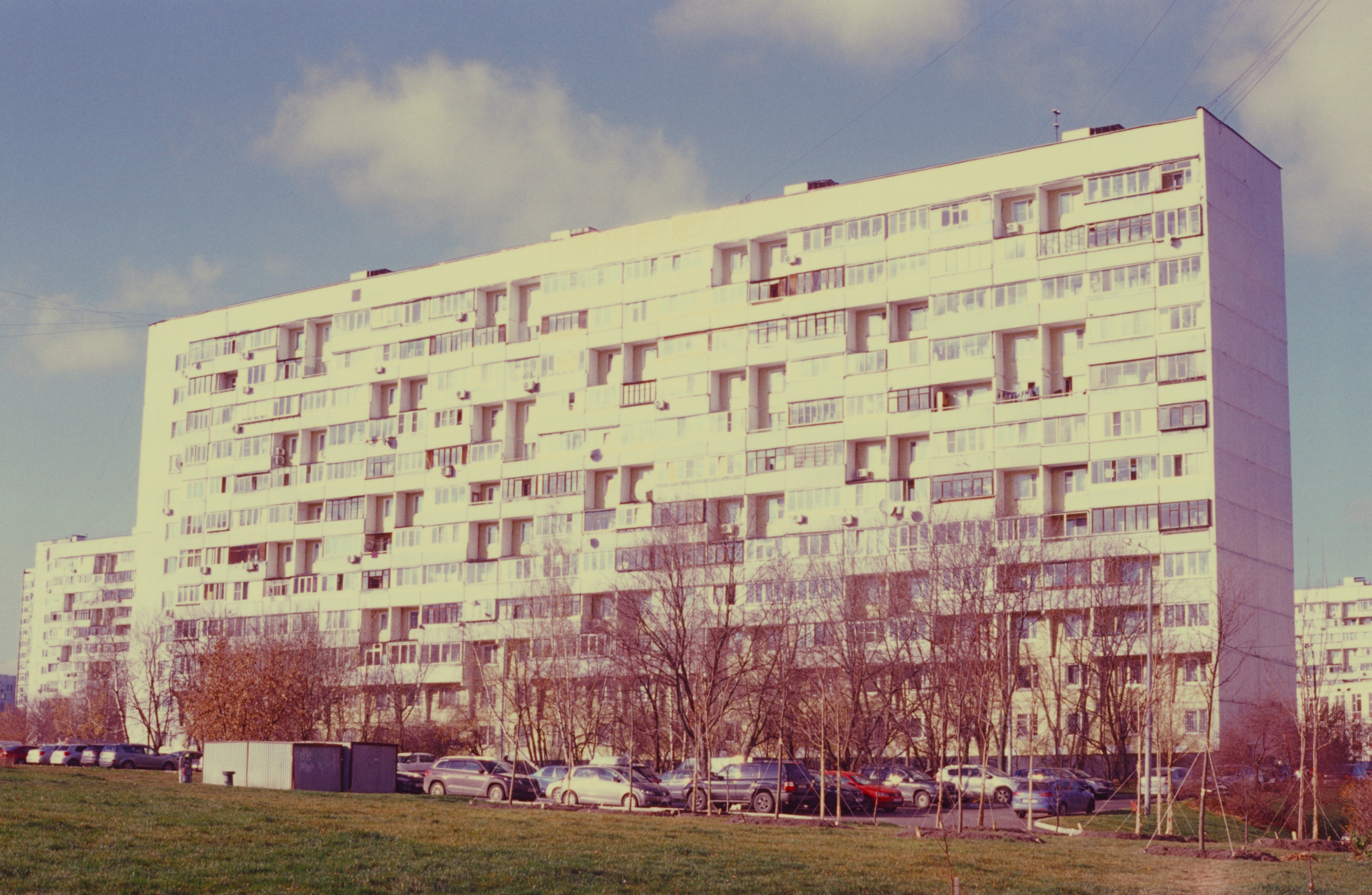
Дом серии П-46 в Загорье, южный фасад

С 60-х годов в Москве появилось несколько новых для Советского Союза зданий с преобладанием стеклянной облицовки наружных стен. Это прежде всего здание СЭВ, здания института Гидропроект, гостиницы «Аэрофлот» и некоторые другие.

#### Уничтожение исторической застройки
- В 1930-е годы был уничтожен ряд крупнейших в городе православных храмов и монастырей. Храм Христа Спасителя был взорван в декабре 1931 года[30]. В 1937 году был уничтожен располагавшийся на Пушкинской площади Страстной монастырь[31]. С 1932 года в Москве уничтожено не менее 26 памятников мирового значения[источник не указан 3450 дней], среди которых — архитектурные шедевры XVII века Церковь Успения Пресвятой Богородицы на Покровке[32][33] и Церковь Николая Чудотворца «Большой Крест»[34].
- В 1961 году на территории Московского Кремля был построен Государственный Кремлёвский дворец. Дворец был построен на месте снесённого старого здания Оружейной палаты.
- В конце 1960-х — начале 1970-х годов в результате желания властей расширить некоторые улицы, построить в центре города многоквартирное жильё и новые госучреждения, был снесён ряд исторических зданий. Среди них — дом поэта Хомякова, памятник архитектуры начала XIX века на улице Композиторов, 7; четырёхэтажный каменный дом на улице Воровского, 2; дом Перфильева на Большой Грузинской, где бывал Гоголь, жил Л. Толстой; дом Шиловско-Богачевой (улица Горького, 22), построенный архитектором Григорьевым в 1811 году; дом Римской-Корсаковой (Пушкинская площадь, 3), построенный в 1773 году архитектором Еготовым; дом на улице Чехова, 5, где жил поэт А. Мицкевич, бывал А. С. Пушкин, был снесён в 1968 году; дом И. П. Тургенева на улице Кропоткина, 38, где бывал И. С. Тургенев; дом Лопухиных начала XIX века, где часто бывал Лермонтов (Большая Молчановка, 11); дом Каменских, где жил и умер Одоевский (Смоленский бульвар, 19); дом, в котором родилась русская актриса М. Н. Ермолова (улица Ермоловой, 12). Практически полностью ликвидирована историческая застройка на улицах Димитрова (ныне Большая Якиманка), Манежной и многих других[35]. На месте исторической застройки в центре города, в частности, на Большой Якиманке появлялись типовые многоэтажные панельные дома[36].
- Согласно постановлению МГК КПСС от 25 июня 1972 года «О застройке центральной части города Москвы», планировалось полное уничтожение всей исторической застройки в городе — от Манежа до бассейна «Москва», в частности кварталы из домов XVII—XIX веков на улицах Волхонке и Фрунзе (ныне улица Знаменка), где планировалось строительство нового музея Ленина — гигантского стеклянно-бетонного цилиндра. Согласно макету, Замоскворечье полностью планировалось расчистить от старой застройки, прямо напротив Кремля планировалось строительство многоэтажного района стандартных новостроек. От Каменного до Москворецкого моста планировалось объединить Москву-реку и Обводной канал и на месте Болотной площади соорудить озеро в качестве главного водоёма Москвы. Реализация этого плана явилась бы фактическим уничтожением основной исторической части столицы. Ведущие советские учёные-академики Лев Арцимович, Борис Рыбаков и Пётр Капица в ноябре 1972 года написали письмо в газету «Правда», подвергнув данный градостроительный план резкой критике, после чего Леонид Брежнев распорядился его пересмотреть[35].

### Современная архитектура

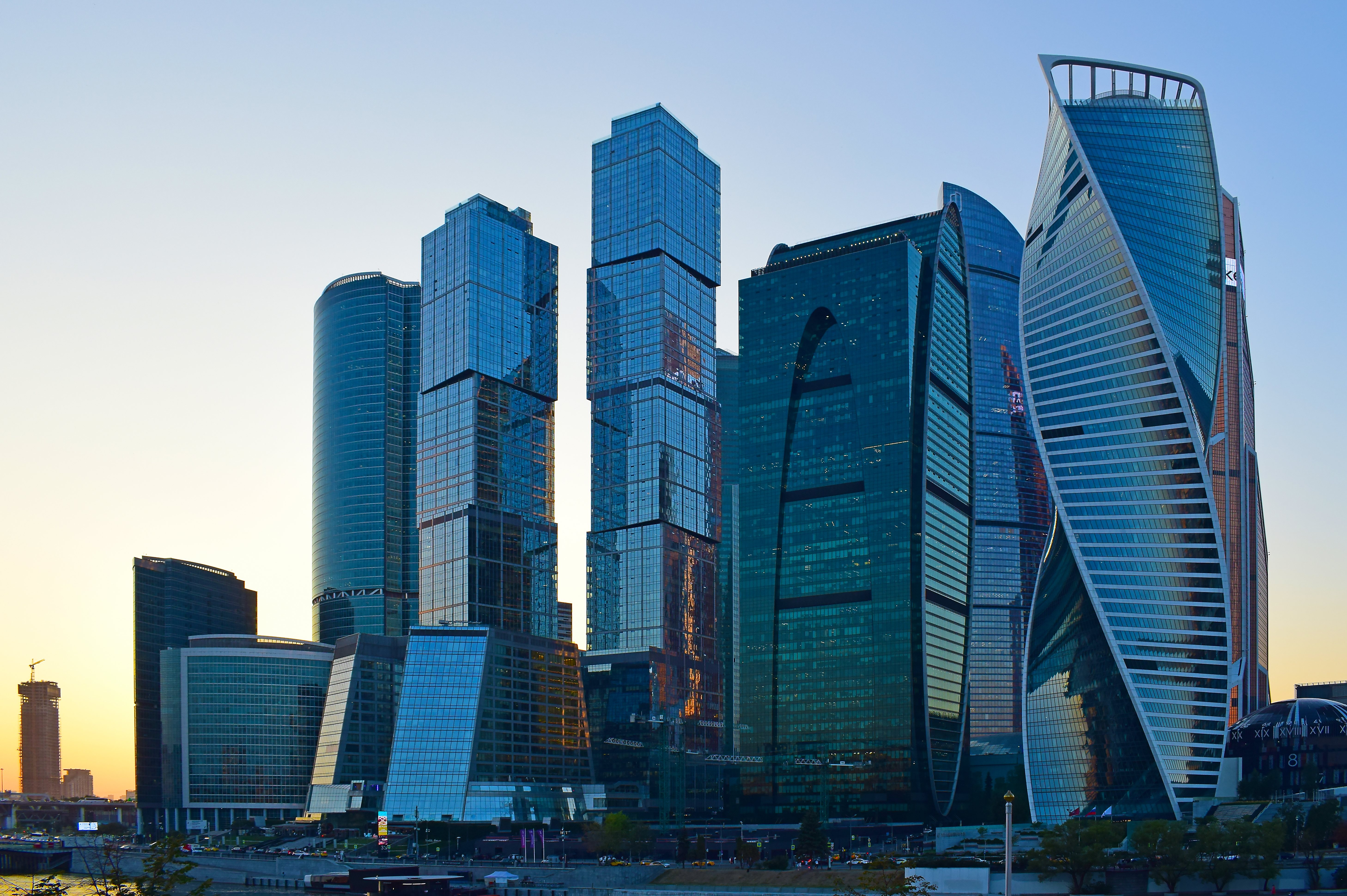
Москва-Сити

В последние годы в Москве строится всё больше высотных офисных зданий, различных деловых и культурных центров. Создаются новые памятники и скульптуры. Вместе с тем, с начала 1990-х годов в Москве было разрушено, по некоторым оценкам, более 700 исторических зданий, среди которых Гостиница Москва, Тёплые торговые ряды, «Военторг» и ряд других выдающихся памятников архитектуры. В эти же годы возник так называемый «лужковский стиль», который несёт в себе признаки постмодернизма, историзма и эклектики. Однако «лужковский стиль» часто подвергается суровой критике. Некоторые[кто?] оценивают данный вид архитектуры как китч, пошлость и дурновкусие, ставят его в один ряд с турецкой и египетской курортной архитектурой.
Образцами лужковского стиля являются такие постройки, как торговый центр «Наутилус» на Лубянской площади, фонтан «Пушкин и Натали» на площади Никитских Ворот, Центр оперного пения Галины Вишневской на Остоженке, ресторан «Белый лебедь» на Чистых прудах, офисное здание «Самсунг» на Большой Якиманке, торговый центр «Новинский пассаж» и другие.
В первом десятилетии XXI века началось строительство комплекса зданий Московского международного делового центра Москва-Сити, который представляет собой несколько высотных сооружений преимущественно офисного типа. Этот комплекс является уникальным для России и включает в себя здание Меркурий Сити Тауэр высотой 338,8 метров, которое на момент ввода в эксплуатацию стало самым высоким в Европе.

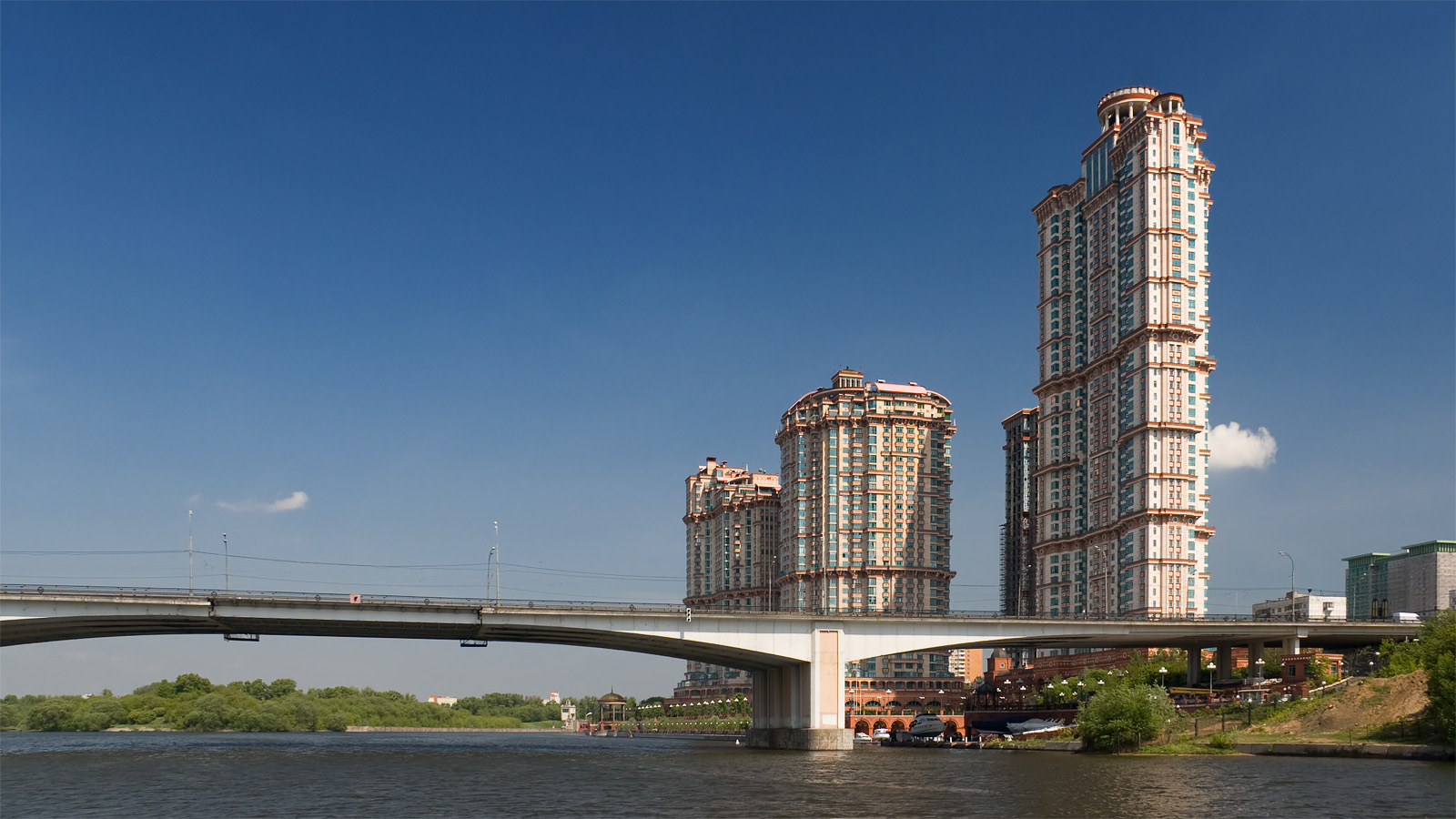
Строгинский мост и жилой комплекс Алые паруса
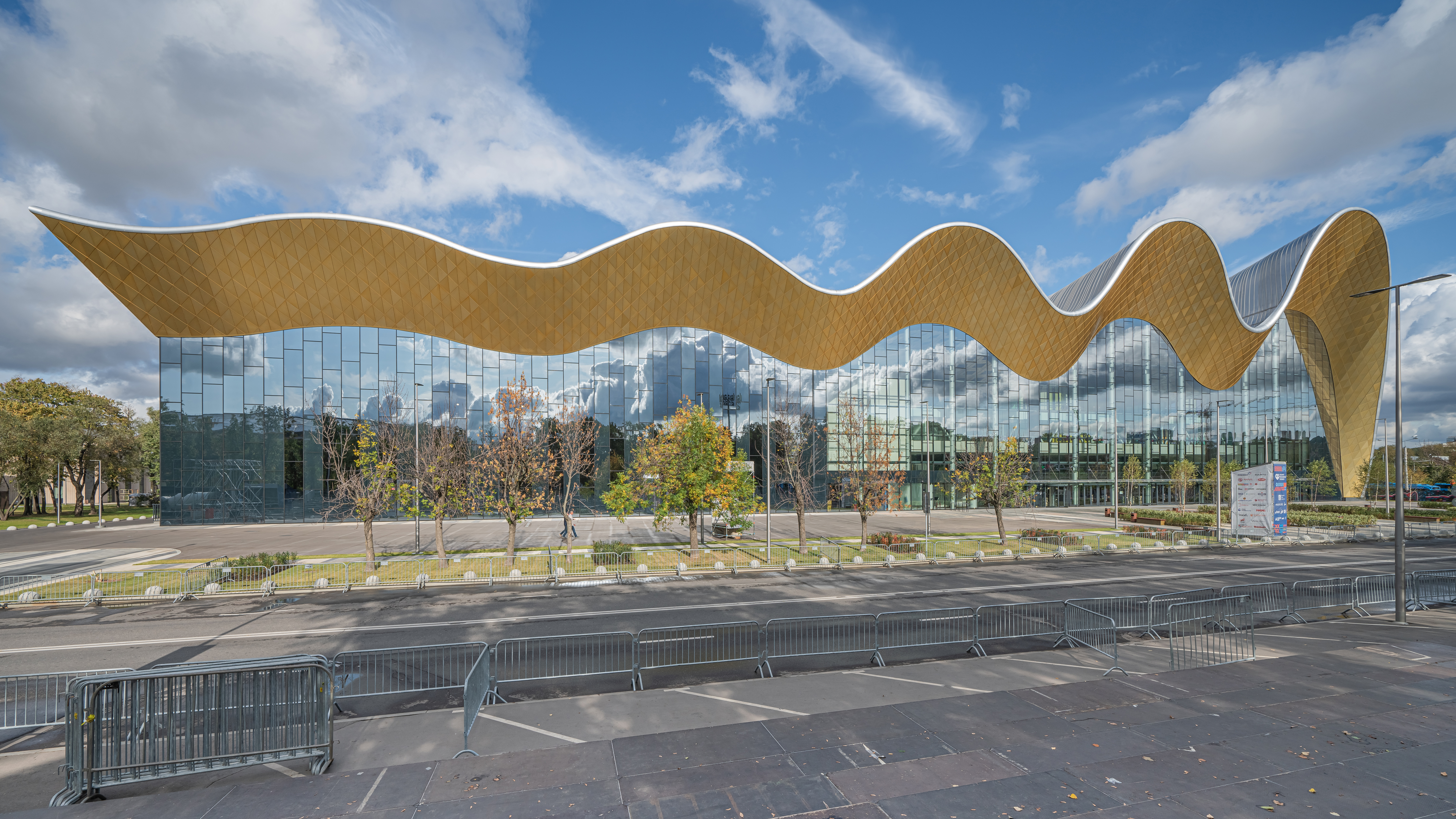
Дворец гимнастики
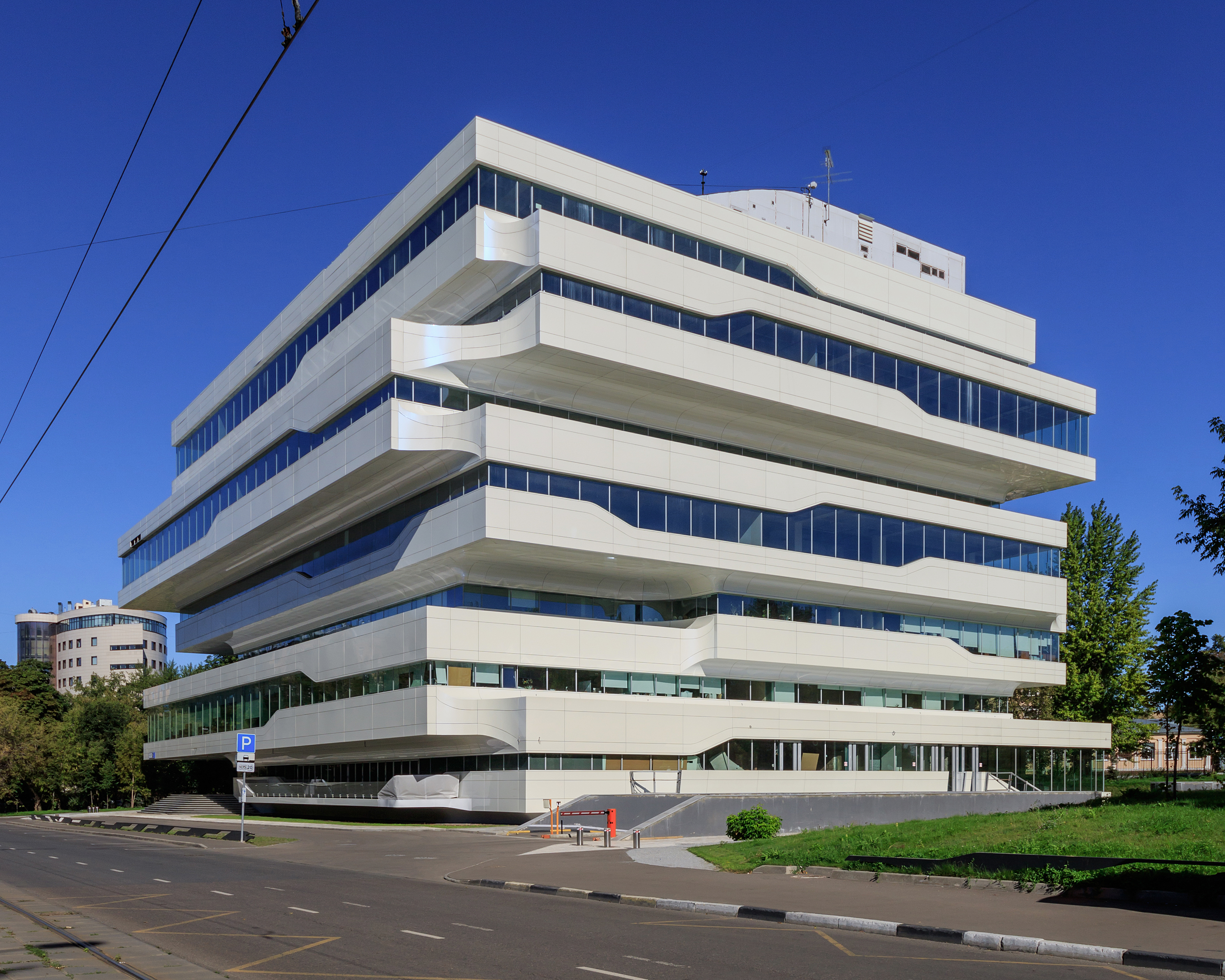
Dominion Tower
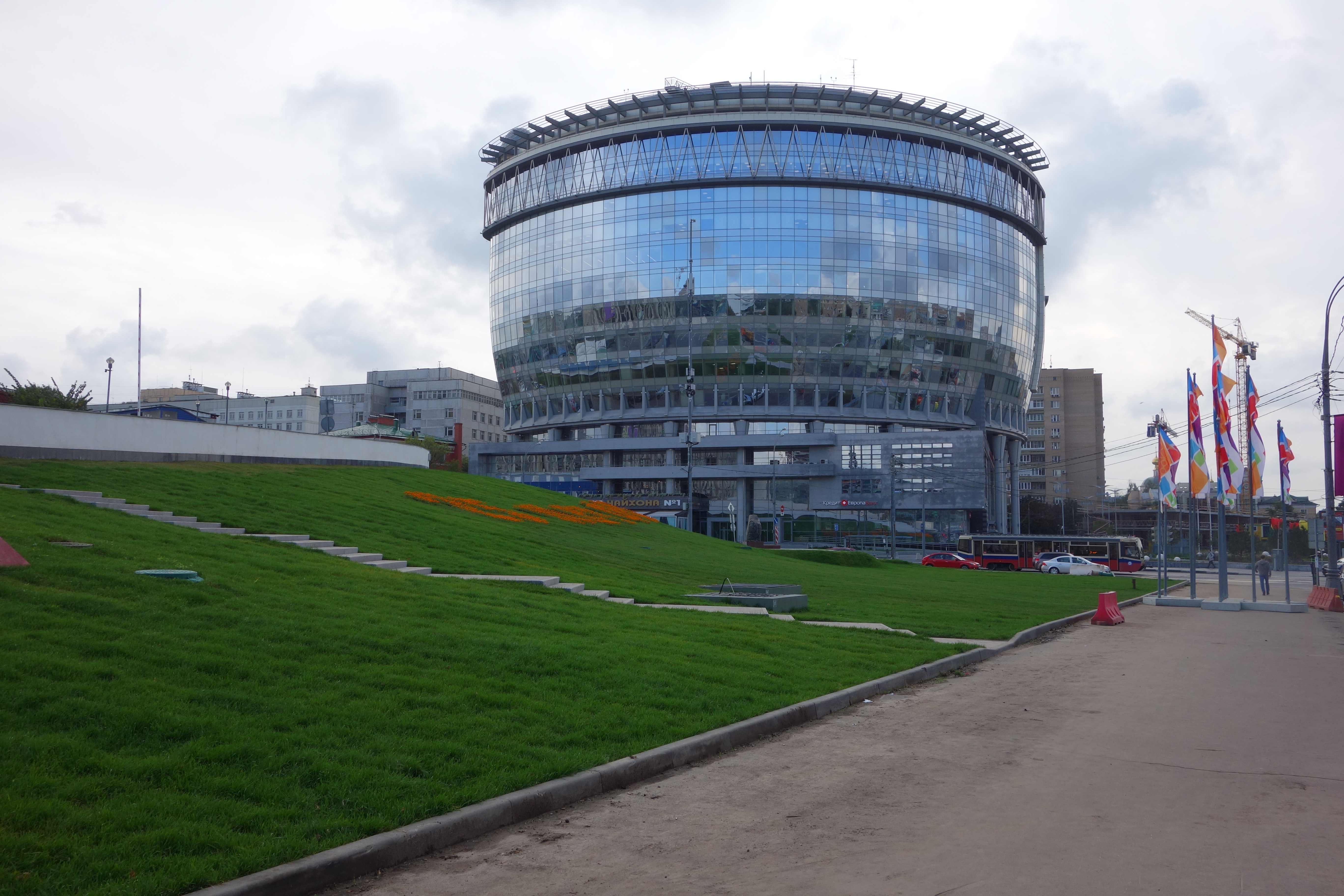
Бизнес-центр Diamond Hall
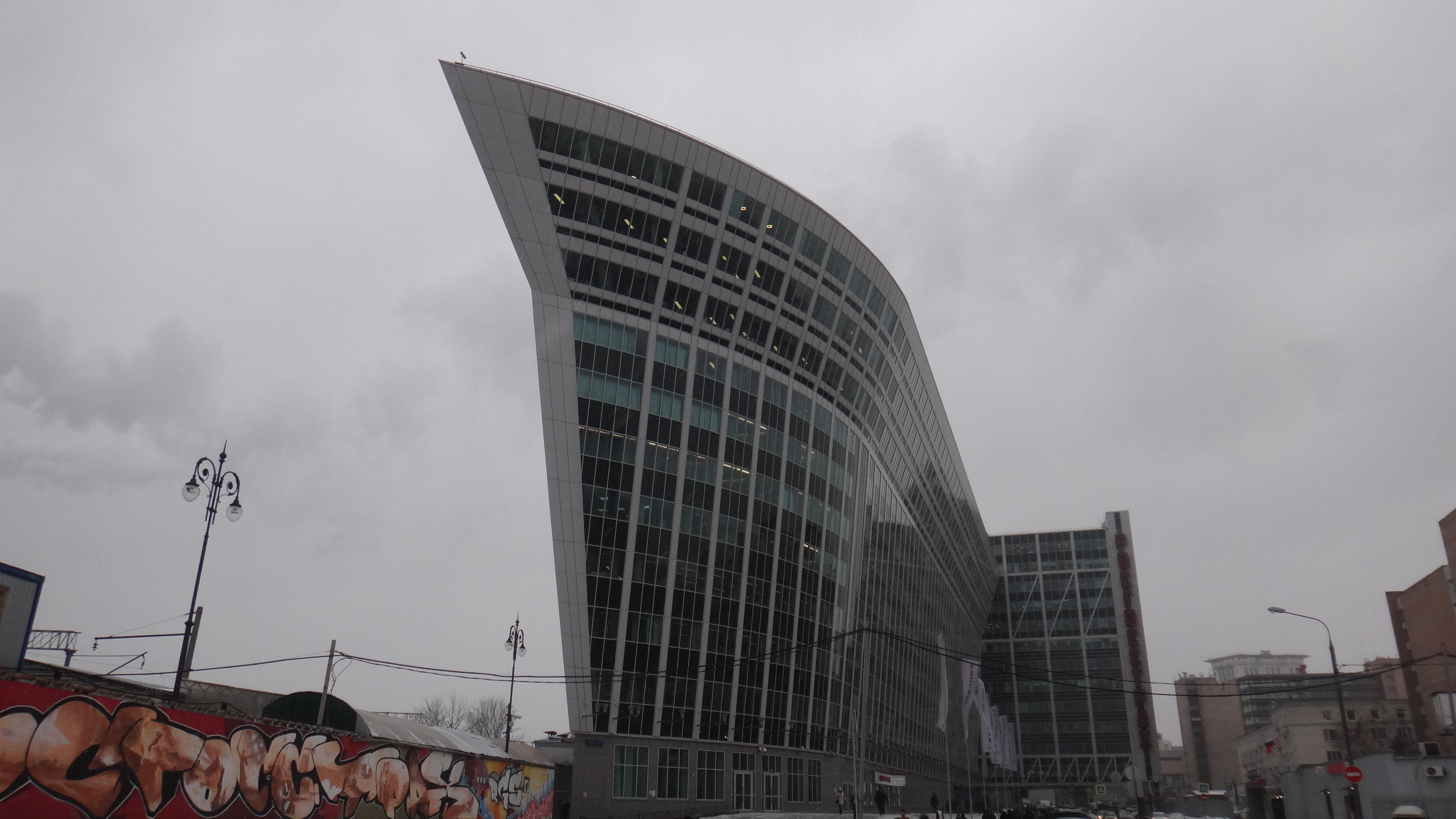
Бизнес-центр Легион III
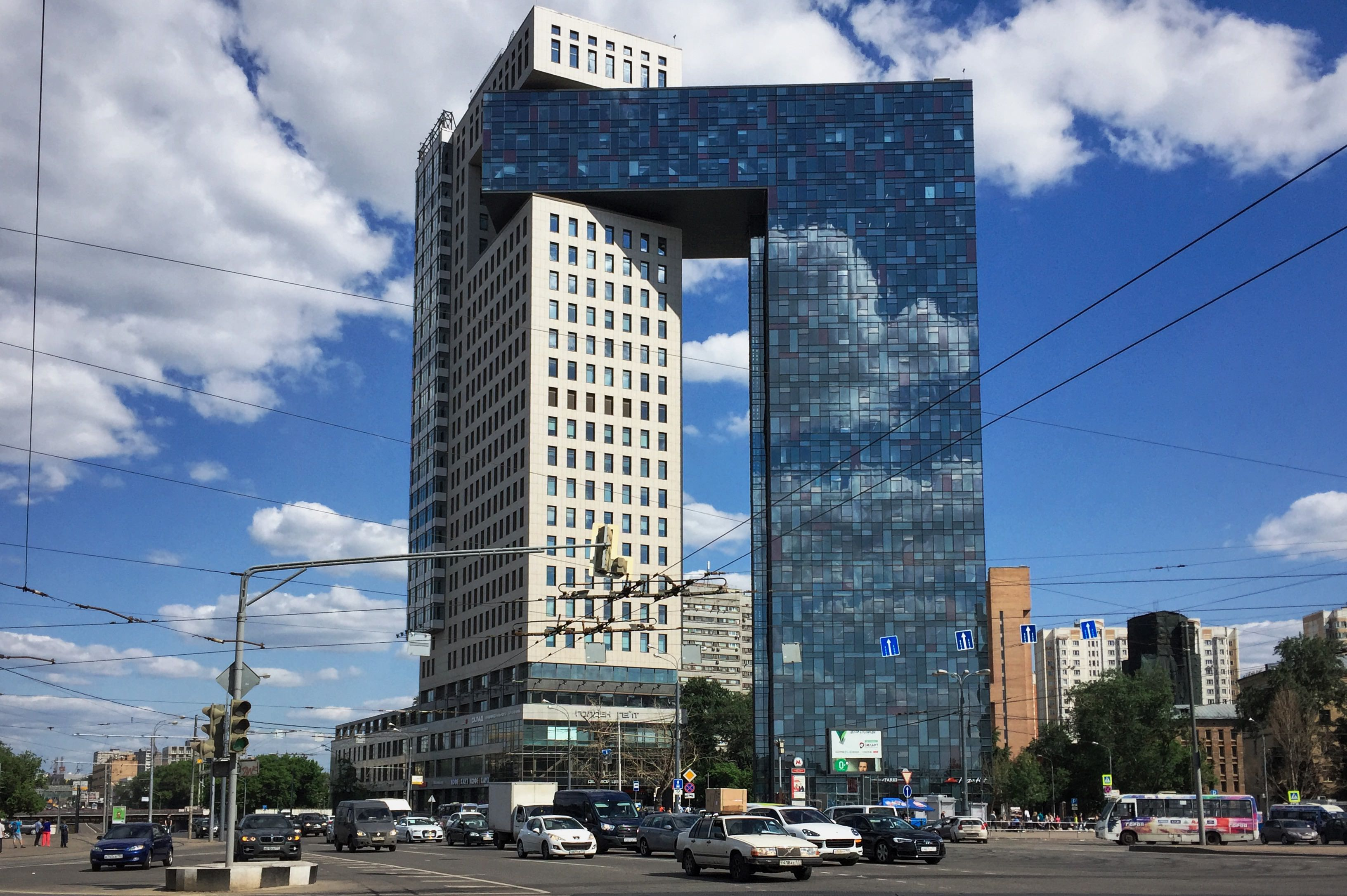
Бизнес-центр «Golden Gate»
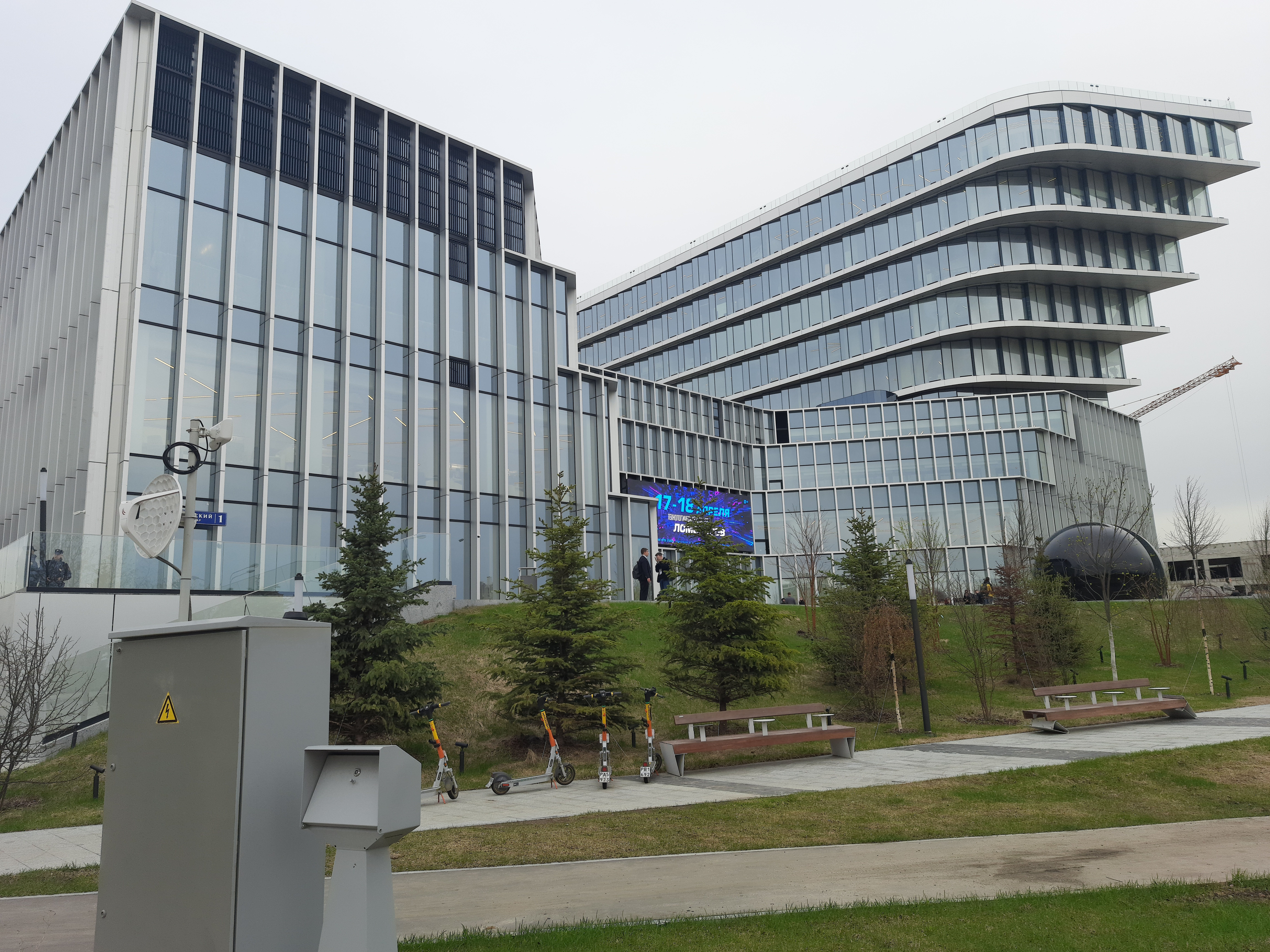
Кластер «Ломоносов»
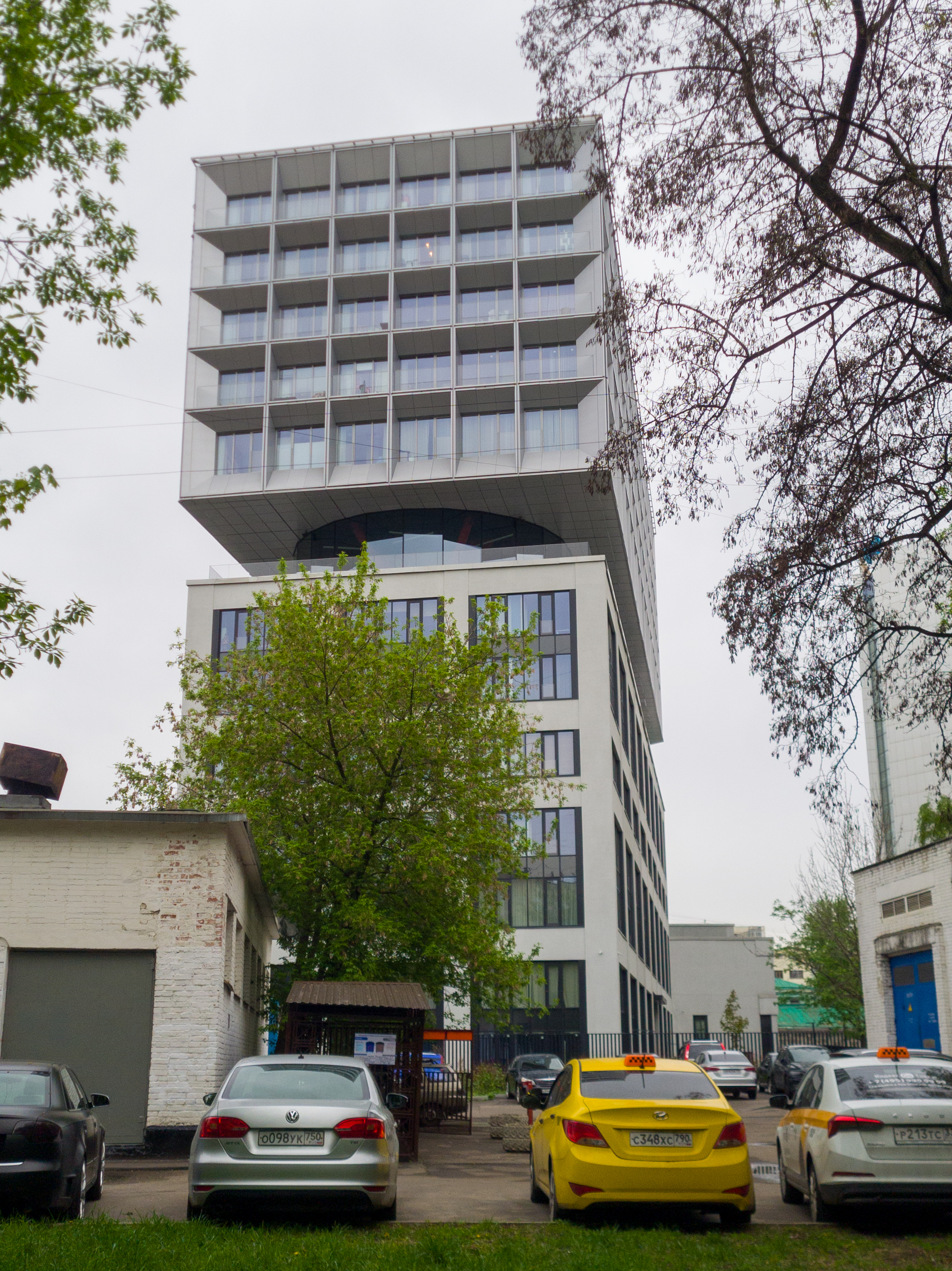
Жилой комплекс Tatlin Apartments
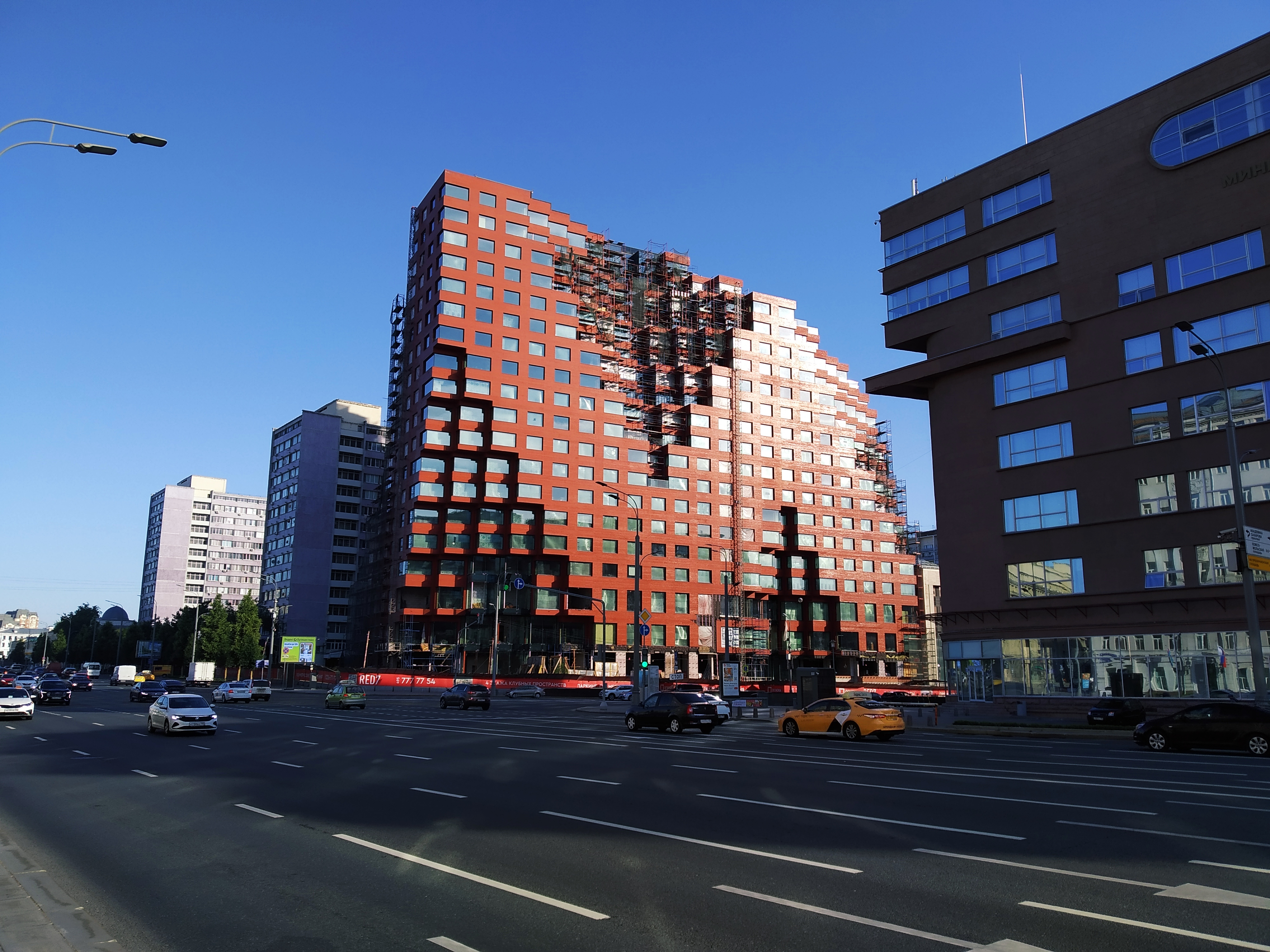
Жилой комплекс RED7